# 香港立法會議員列表

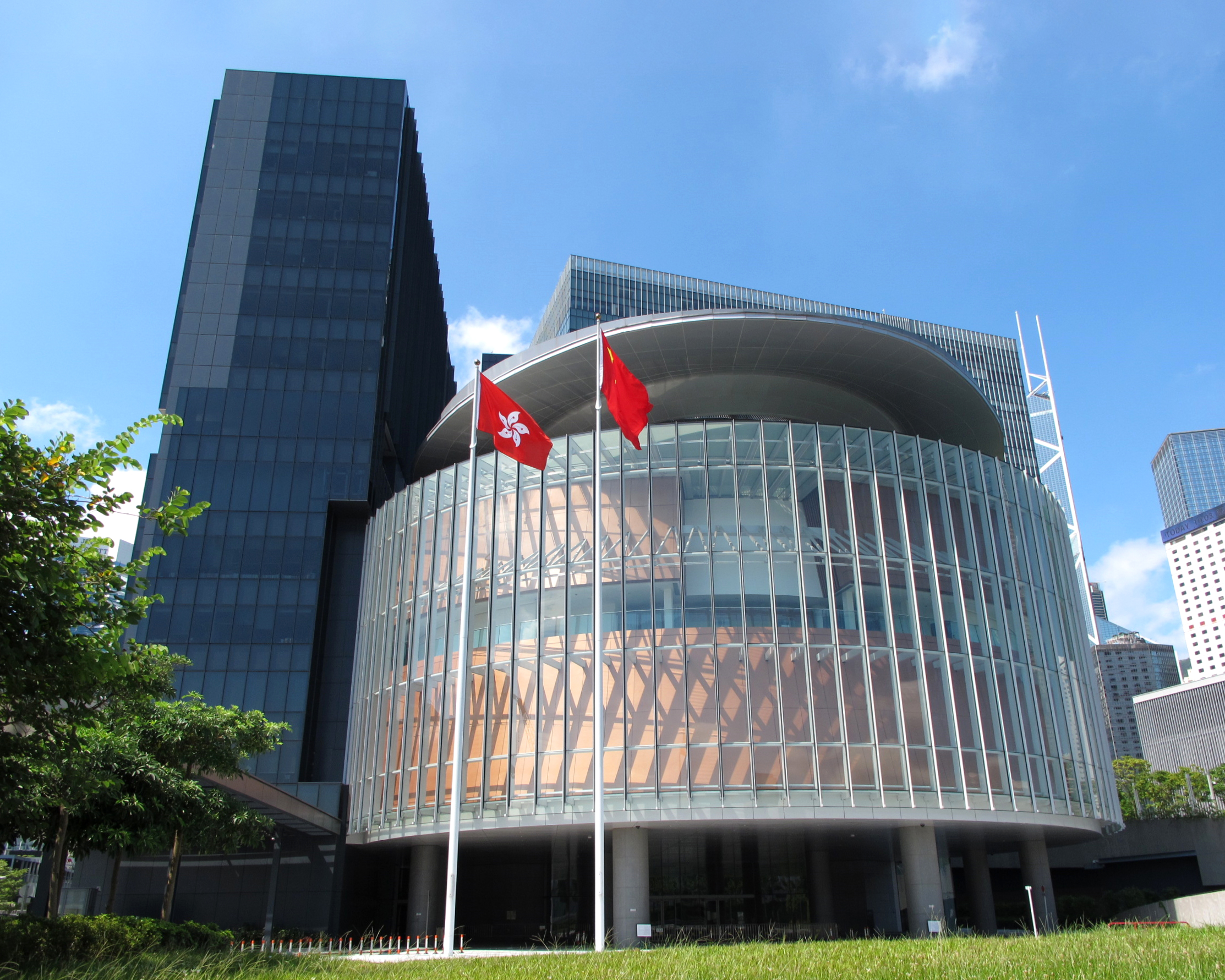
香港立法會綜合大樓

香港立法會是香港特別行政區的立法機關。根據《香港特別行政區基本法》，香港立法會由選舉產生，除第一屆任期為兩年外，每屆任期四年（2000年10月1日），2016年為五年任期（至2021年12月31日止），而第六屆則在中國人大常委會決定下額外運作一年，第七屆新會期於2022年1月1日起。以下列出所有曾任香港立法會議員的人士。 以下的歷史紀錄包括任期1997年1月25日至1998年6月30日設立的臨時立法會和1998年7月1日後設立的香港立法會至2000年6月30日止，不包括過往英治香港時期的立法局至1997年回歸祖國後為止。

## 立法會主席
根據《基本法》，立法會主席由立法會議員互選產生。立法會主席須由年滿四十周歲，在香港通常居住連續滿二十年並在外國無居留權的香港特別行政區永久性居民中的中國公民擔任。 現任（第七屆）立法會主席為梁君彥。
| 姓名     | 生卒            | 屆   | 就任           | 離任           | 政黨     | 政黨   | 選舉對手                   | 備註                   |
| -------- | --------------- | ---- | -------------- | -------------- | -------- | ------ | -------------------------- | ---------------------- |
| 范徐麗泰 | 1945年9月20日－ | 臨時 | 1997年1月25日  | 1998年6月30日  |          | 獨立   | 黃宏發                     | 任期屆滿，成功連任主席 |
| 范徐麗泰 | 1945年9月20日－ | 1    | 1998年7月2日   | 2000年6月30日  | 黃宏發   | 獨立   |                            | 任期屆滿，成功連任主席 |
| 范徐麗泰 | 1945年9月20日－ | 2    | 2000年10月4日  | 2004年9月30日  | 黃宏發   | 獨立   |                            | 任期屆滿，成功連任主席 |
| 范徐麗泰 | 1945年9月20日－ | 3    | 2004年10月6日  | 2008年9月30日  | 何俊仁   | 獨立   | 任期屆滿，沒有角逐連任議員 |                        |
| 曾鈺成   | 1947年5月17日－ | 4    | 2008年10月8日  | 2012年9月30日  |          | 民建聯 | 李華明                     | 任期屆滿，成功連任主席 |
| 曾鈺成   | 1947年5月17日－ | 5    | 2012年10月10日 | 2016年9月30日  | 梁家傑   | 民建聯 | 任期屆滿，沒有角逐連任議員 |                        |
| 梁君彥   | 1951年2月24日－ | 6    | 2016年10月12日 | 2021年12月31日 |          | 經民聯 | 涂謹申                     | 任期屆滿，成功連任主席 |
| 梁君彥   | 1951年2月24日－ | 7    | 2022年1月4日   | 現任           | 沒有對手 | 經民聯 | 現任立法會主席             |                        |

## 立法會代理主席
根據《香港特別行政區立法會議事規則》，立法會內務委員會主席為立法會代理主席，由內務委員會委員（2022年前由立法會主席以外全體議員擔任）於每年度互選產生。 但事實上，該位一直都是在各黨派協調後不經投票自動當選。除了因為立法會換屆而缺位數天外，劉健儀自2003年10月8日至2012年9月30日一直擔任此位，是立法會現時任期最長的代理主席。2015年前，建制派及泛民主派曾作出協議，由建制派議員出任內委會主席及立會代主席，而泛民主派議員則出任內委會副主席。現任代理主席為李慧琼。
| 姓名     | 生卒            | 屆別 | 就任           | 離任           | 政黨 | 政黨   | 選舉對手                       | 備註                       |
| -------- | --------------- | ---- | -------------- | -------------- | --- | ------ | ------------------------------ | -------------------------- |
| 梁智鴻   | 1939年4月23日－ | 1    | 1998年7月3日   | 1999年10月5日  | | 獨立   | 沒有對手                       | 任期屆滿，成功連任代理主席 |
| 梁智鴻   | 1939年4月23日－ | 1    | 1999年10月6日  | 2000年6月30日  | 沒有對手 | 獨立   | 任期屆滿，沒有角逐連任議員     |                            |
| 周梁淑怡 | 1945年1月25日－ | 2    | 2000年10月4日  | 2001年10月9日  | | 自由黨 | 沒有對手                       | 任期屆滿，成功連任代理主席 |
| 周梁淑怡 | 1945年1月25日－ | 2    | 2001年10月10日 | 2002年10月8日  | 沒有對手 | 自由黨 |                                | 任期屆滿，成功連任代理主席 |
| 周梁淑怡 | 1945年1月25日－ | 2    | 2002年10月9日  | 2003年10月7日  | 沒有對手 | 自由黨 | 任期屆滿，沒有角逐連任代理主席 |                            |
| 劉健儀   | 1947年4月27日－ | 2    | 2003年10月8日  | 2004年9月30日  | 沒有對手 | 自由黨 | 任期屆滿，成功連任代理主席     |                            |
| 劉健儀   | 1947年4月27日－ | 3    | 2004年10月6日  | 2005年10月11日 | 沒有對手 | 自由黨 | 任期屆滿，成功連任代理主席     |                            |
| 劉健儀   | 1947年4月27日－ | 3    | 2005年10月12日 | 2006年10月10日 | 沒有對手 | 自由黨 | 任期屆滿，成功連任代理主席     |                            |
| 劉健儀   | 1947年4月27日－ | 3    | 2006年10月11日 | 2007年10月9日  | 沒有對手 | 自由黨 | 任期屆滿，成功連任代理主席     |                            |
| 劉健儀   | 1947年4月27日－ | 3    | 2007年10月10日 | 2008年9月30日  | 沒有對手 | 自由黨 | 任期屆滿，成功連任代理主席     |                            |
| 劉健儀   | 1947年4月27日－ | 4    | 2008年10月8日  | 2009年10月13日 | 沒有對手 | 自由黨 | 任期屆滿，成功連任代理主席     |                            |
| 劉健儀   | 1947年4月27日－ | 4    | 2009年10月14日 | 2010年10月12日 | 沒有對手 | 自由黨 | 任期屆滿，成功連任代理主席     |                            |
| 劉健儀   | 1947年4月27日－ | 4    | 2010年10月13日 | 2011年10月11日 | 沒有對手 | 自由黨 | 任期屆滿，成功連任代理主席     |                            |
| 劉健儀   | 1947年4月27日－ | 4    | 2011年10月12日 | 2012年9月30日  | 沒有對手 | 自由黨 | 任期屆滿，角逐連任議員失敗     |                            |
| 梁君彥   | 1951年2月24日－ | 5    | 2012年10月10日 | 2013年10月8日  | | 經民聯 | 沒有對手                       | 任期屆滿，成功連任代理主席 |
| 梁君彥   | 1951年2月24日－ | 5    | 2013年10月9日  | 2014年10月7日  | 沒有對手 | 經民聯 |                                | 任期屆滿，成功連任代理主席 |
| 梁君彥   | 1951年2月24日－ | 5    | 2014年10月8日  | 2015年10月13日 | 沒有對手 | 經民聯 |                                | 任期屆滿，成功連任代理主席 |
| 梁君彥   | 1951年2月24日－ | 5    | 2015年10月14日 | 2016年9月30日  | 單仲偕 | 經民聯 | 任期屆滿，現為立法會主席       |                            |
| 李慧琼   | 1974年3月13日－ | 6    | 2016年10月12日 | 2017年10月10日 | | 民建聯 | 郭榮鏗                         | 任期屆滿，成功連任代理主席 |
| 李慧琼   | 1974年3月13日－ | 6    | 2017年10月11日 | 2018年10月9日  | | 民建聯 | 郭榮鏗                         | 任期屆滿，成功連任代理主席 |
| 李慧琼   | 1974年3月13日－ | 6    | 2018年10月10日 | 2020年5月18日  | 沒有對手 | 民建聯 |                                | 任期屆滿，成功連任代理主席 |
| 李慧琼   | 1974年3月13日－ | 6    | 2020年5月18日  | 2020年10月13日 | 18人 - 尹兆堅 - 許智峯 - 陳志全 - 朱凱廸 - 林卓廷 - 毛孟靜 - 鄭松泰 - 李國麟 - 葉建源 - 譚文豪 - 梁繼昌 - 鄺俊宇 - 胡志偉 - 黃碧雲 - 邵家臻 - 郭家麒 - 楊岳橋 - 莫乃光 | 民建聯 |                                | 任期屆滿，成功連任代理主席 |
| 李慧琼   | 1974年3月13日－ | 6    | 2020年10月14日 | 2021年12月31日 | 8人 - 楊岳橋 - 譚文豪 - 許智峯 - 葉建源 - 梁耀忠 - 郭家麒 - 梁繼昌 - 鄭松泰                                                                                            | 民建聯 |                                | 任期屆滿，成功連任代理主席 |
| 李慧琼   | 1974年3月13日－ | 7    | 2022年1月10日  | 2023年1月10日  | 沒有對手 | 民建聯 |                                | 任期屆滿，成功連任代理主席 |
| 李慧琼   | 1974年3月13日－ | 7    | 2023年1月11日  | 現任           | 沒有對手 | 民建聯 | 現任代理主席                   |                            |

## 立法會議員
根據《基本法》，香港特別行政區立法會由在外國無居留權的香港特別行政區永久性居民中的中國公民組成。但非中國籍的香港特別行政區永久性居民和在外國有居留權的香港特別行政區永久性居民也可以當選為香港特別行政區立法會議員，其所佔比例不得超過立法會全體議員的百分之二十。
以下列出所有曾任香港立法會議員（包括臨時立法會議員）的人士，次序按首次擔任議員的日期排列；同日首次擔任議員者，按宣誓次序排列。臨時立法會議員的次序，則按姓名筆劃排列。 因任何原因以致任期不完整者以斜體顯示，並於備註說明之。從臨時直至現屆（第七屆），共有238人曾就任立法會議員。臨時立法會和首四屆立法會有60名議員，第五屆和第六屆立法會增至70名，第七屆立法會開始增至90名。現任議員姓名以粗體標示。

### 於臨時立法會首次進入立法會的議員
臨時立法會任期為1997年1月25日至1998年6月30日，共有61名首次當選的議員，當中1名（蔡素玉）是由補選產生。這61位議員當中，有兩位是現任議員。
| 議員     | 生卒                           | 屆   | 任期                          | 席位           | 選區／界別               | 備註 |
| -------- | ------------------------------ | ---- | ----------------------------- | -------------- | ------------------------ | --- |
| 范徐麗泰 | 1945年9月20日－                | 臨時 | 1997年1月25日至1998年6月30日  | 推選委員會界別 | 推選委員會界別           | 任期屆滿，於選舉委員會界別成功連任                                                                       |
| 范徐麗泰 | 1945年9月20日－                | 1    | 1998年7月1日－2000年6月30日   | 選舉委員會界別 | 選舉委員會界別           | 任期屆滿，於同一界別成功連任                                                                             |
| 范徐麗泰 | 1945年9月20日－                | 2    | 2000年10月1日－2004年9月30日  | 選舉委員會界別 | 選舉委員會界別           | 任期屆滿，於香港島地方選區成功連任                                                                       |
| 范徐麗泰 | 1945年9月20日－                | 3    | 2004年10月1日－2008年9月30日  | 地方選區       | 香港島                   | 任期屆滿，沒有角逐連任                                                                                   |
| 王紹爾   | 1953年7月4日－                 | 臨時 | 1997年1月25日至1998年6月30日  | 推選委員會界別 | 推選委員會界別           | 任期屆滿，於批發及零售界功能組別角逐連任失敗                                                             |
| 田北俊   | 1947年1月8日－                 | 臨時 | 1997年1月25日至1998年6月30日  | 推選委員會界別 | 推選委員會界別           | 任期屆滿，於商界（第一）功能界別成功連任                                                                 |
| 田北俊   | 1947年1月8日－                 | 1    | 1998年7月1日－2000年6月30日   | 功能界別       | 商界（第一）             | 任期屆滿，於同一界別成功連任                                                                             |
| 田北俊   | 1947年1月8日－                 | 2    | 2000年10月1日－2004年9月30日  | 功能界別       | 商界（第一）             | 任期屆滿，於新界東地方選區成功連任                                                                       |
| 田北俊   | 1947年1月8日－                 | 3    | 2004年10月1日－2008年9月30日  | 地方選區       | 新界東                   | 任期屆滿，於同一選區角逐連任失敗                                                                         |
| 田北俊   | 1947年1月8日－                 | 5    | 2012年10月1日－2016年9月30日  | 地方選區       | 新界東                   | 任期屆滿，於同一選區角逐連任失敗（名單次位）                                                             |
| 朱幼麟   | 1944年3月5日－                 | 臨時 | 1997年1月25日至1998年6月30日  | 推選委員會界別 | 推選委員會界別           | 任期屆滿，於選舉委員會界別成功連任                                                                       |
| 朱幼麟   | 1944年3月5日－                 | 1    | 1998年7月1日－2000年6月30日   | 選舉委員會界別 | 選舉委員會界別           | 任期屆滿，於同一界別成功連任                                                                             |
| 朱幼麟   | 1944年3月5日－                 | 2    | 2000年10月1日－2004年9月30日  | 選舉委員會界別 | 選舉委員會界別           | 任期屆滿，沒有角逐連任                                                                                   |
| 何世柱   | 1937年6月6日－                 | 臨時 | 1997年1月25日至1998年6月30日  | 推選委員會界別 | 推選委員會界別           | 任期屆滿，於選舉委員會界別成功連任                                                                       |
| 何世柱   | 1937年6月6日－                 | 1    | 1998年7月1日－2000年6月30日   | 選舉委員會界別 | 選舉委員會界別           | 任期屆滿，於同一界別角逐連任失敗                                                                         |
| 何承天   | 1938年12月2日－                | 臨時 | 1997年1月25日至1998年6月30日  | 推選委員會界別 | 推選委員會界別           | 任期屆滿，於建築、測量及都市規劃界功能界別成功連任                                                       |
| 何承天   | 1938年12月2日－                | 1    | 1998年7月1日－2000年6月30日   | 功能界別       | 建築、測量及都市規劃界   | 任期屆滿，於同一界別角逐連任失敗                                                                         |
| 何鍾泰   | 1939年3月23日－                | 臨時 | 1997年1月25日至1998年6月30日  | 推選委員會界別 | 推選委員會界別           | 任期屆滿，於工程界功能界別成功連任                                                                       |
| 何鍾泰   | 1939年3月23日－                | 1    | 1998年7月1日－2000年6月30日   | 功能界別       | 工程界                   | 任期屆滿，於同一界別成功連任                                                                             |
| 何鍾泰   | 1939年3月23日－                | 2    | 2000年10月1日－2004年9月30日  | 功能界別       | 工程界                   | 任期屆滿，於同一界別成功連任                                                                             |
| 何鍾泰   | 1939年3月23日－                | 3    | 2004年10月1日－2008年9月30日  | 功能界別       | 工程界                   | 任期屆滿，於同一界別成功連任                                                                             |
| 何鍾泰   | 1939年3月23日－                | 4    | 2008年10月1日－2012年9月30日  | 功能界別       | 工程界                   | 任期屆滿，於同一界別角逐連任失敗                                                                         |
| 吳亮星   | 1949年7月11日－                | 臨時 | 1997年1月25日至1998年6月30日  | 推選委員會界別 | 推選委員會界別           | 任期屆滿，於選舉委員會界別成功連任                                                                       |
| 吳亮星   | 1949年7月11日－                | 1    | 1998年7月1日－2000年6月30日   | 選舉委員會界別 | 選舉委員會界別           | 任期屆滿，於同一界別成功連任                                                                             |
| 吳亮星   | 1949年7月11日－                | 2    | 2000年10月1日－2004年9月30日  | 選舉委員會界別 | 選舉委員會界別           | 任期屆滿，沒有角逐連任                                                                                   |
| 吳亮星   | 1949年7月11日－                | 5    | 2012年10月1日－2016年9月30日  | 功能界別       | 金融界                   | 任期屆滿，沒有角逐連任                                                                                   |
| 吳清輝   | 1939年11月20日－               | 臨時 | 1997年1月25日至1998年6月30日  | 推選委員會界別 | 推選委員會界別           | 任期屆滿，於選舉委員會界別成功連任                                                                       |
| 吳清輝   | 1939年11月20日－               | 1    | 1998年7月1日－2000年6月30日   | 選舉委員會界別 | 選舉委員會界別           | 任期屆滿，於同一界別成功連任                                                                             |
| 吳清輝   | 1939年11月20日－               | 2    | 2000年10月1日－2001年7月14日  | 選舉委員會界別 | 選舉委員會界別           | 自行辭退議員職務；議席由馬逢國經補選補上                                                                 |
| 李家祥   | 1953年5月23日－                | 臨時 | 1997年1月25日至1998年6月30日  | 推選委員會界別 | 推選委員會界別           | 任期屆滿，於會計界功能界別成功連任                                                                       |
| 李家祥   | 1953年5月23日－                | 1    | 1998年7月1日－2000年6月30日   | 功能界別       | 會計界                   | 任期屆滿，於同一界別成功連任                                                                             |
| 李家祥   | 1953年5月23日－                | 2    | 2000年10月1日－2004年9月30日  | 功能界別       | 會計界                   | 任期屆滿，沒有角逐連任                                                                                   |
| 李國寶   | 1939年3月13日－                | 臨時 | 1997年1月25日至1998年6月30日  | 推選委員會界別 | 推選委員會界別           | 任期屆滿，於金融界功能界別成功連任                                                                       |
| 李國寶   | 1939年3月13日－                | 1    | 1998年7月1日－2000年6月30日   | 功能界別       | 金融界                   | 任期屆滿，於同一界別成功連任                                                                             |
| 李國寶   | 1939年3月13日－                | 2    | 2000年10月1日－2004年9月30日  | 功能界別       | 金融界                   | 任期屆滿，於同一界別成功連任                                                                             |
| 李國寶   | 1939年3月13日－                | 3    | 2004年10月1日－2008年9月30日  | 功能界別       | 金融界                   | 任期屆滿，於同一界別成功連任                                                                             |
| 李國寶   | 1939年3月13日－                | 4    | 2008年10月1日－2012年9月30日  | 功能界別       | 金融界                   | 任期屆滿，沒有角逐連任                                                                                   |
| 李啟明   | 1937年10月11日－2022年10月27日 | 臨時 | 1997年1月25日至1998年6月30日  | 推選委員會界別 | 推選委員會界別           | 任期屆滿，於勞工界功能界別成功連任                                                                       |
| 李啟明   | 1937年10月11日－2022年10月27日 | 1    | 1998年7月1日－2000年6月30日   | 功能界別       | 勞工界                   | 任期屆滿，沒有角逐連任                                                                                   |
| 李鵬飛   | 1940年4月24日－2020年5月15日   | 臨時 | 1997年1月25日至1998年6月30日  | 推選委員會界別 | 推選委員會界別           | 任期屆滿，於新界東地方選區角逐連任失敗                                                                   |
| 杜葉錫恩 | 1913年6月2日－2015年12月8日    | 臨時 | 1997年1月25日至1998年6月30日  | 推選委員會界別 | 推選委員會界別           | 任期屆滿，沒有角逐連任                                                                                   |
| 周梁淑怡 | 1945年1月25日－                | 臨時 | 1997年1月25日至1998年6月30日  | 推選委員會界別 | 推選委員會界別           | 任期屆滿，於批發及零售界功能界別成功連任                                                                 |
| 周梁淑怡 | 1945年1月25日－                | 1    | 1998年7月1日－2000年6月30日   | 功能界別       | 批發及零售界             | 任期屆滿，於同一界別成功連任                                                                             |
| 周梁淑怡 | 1945年1月25日－                | 2    | 2000年10月1日－2004年9月30日  | 功能界別       | 批發及零售界             | 任期屆滿，於新界西地方選區成功連任                                                                       |
| 周梁淑怡 | 1945年1月25日－                | 3    | 2004年10月1日－2008年9月30日  | 地方選區       | 新界西                   | 任期屆滿，於同一選區角逐連任失敗                                                                         |
| 林貝聿嘉 | 1928年5月2日－                 | 臨時 | 1997年1月25日至1998年6月30日  | 推選委員會界別 | 推選委員會界別           | 任期屆滿，於選舉委員會界別角逐連任失敗                                                                   |
| 胡經昌   | 1951年8月23日－                | 臨時 | 1997年1月25日至1998年6月30日  | 推選委員會界別 | 推選委員會界別           | 任期屆滿，於金融服務界功能界別角逐連任失敗                                                               |
| 胡經昌   | 1951年8月23日－                | 2    | 2000年10月1日－2004年9月30日  | 功能界別       | 金融服務界               | 任期屆滿，於同一界別角逐連任失敗                                                                         |
| 倪少傑   | 1924年11月14日－2015年4月9日   | 臨時 | 1997年1月25日至1998年6月30日  | 推選委員會界別 | 推選委員會界別           | 任期屆滿，於工業界（第二）功能組別角逐連任失敗                                                           |
| 唐英年   | 1952年9月6日－                 | 臨時 | 1997年1月25日至1998年6月30日  | 推選委員會界別 | 推選委員會界別           | 任期屆滿，沒有角逐連任                                                                                   |
| 夏佳理   | 1939年1月2日－                 | 臨時 | 1997年1月25日至1998年6月30日  | 推選委員會界別 | 推選委員會界別           | 任期屆滿，於地產及建造界功能界別成功連任                                                                 |
| 夏佳理   | 1939年1月2日－                 | 1    | 1998年7月1日－2000年6月30日   | 功能界別       | 地產及建造界             | 任期屆滿，沒有角逐連任                                                                                   |
| 袁武     | 1941年11月18日－               | 臨時 | 1997年1月25日至1998年6月30日  | 推選委員會界別 | 推選委員會界別           | 任期屆滿，於航運交通界功能組別角逐連任失敗                                                               |
| 馬逢國   | 1955年7月2日－                 | 臨時 | 1997年1月25日至1998年6月30日  | 推選委員會界別 | 推選委員會界別           | 任期屆滿，於選舉委員會界別成功連任                                                                       |
| 馬逢國   | 1955年7月2日－                 | 1    | 1998年7月1日－2000年6月30日   | 選舉委員會界別 | 選舉委員會界別           | 任期屆滿，於同一界別角逐連任失敗                                                                         |
| 馬逢國   | 1955年7月2日－                 | 2    | 2001年9月16日－2004年9月30日  | 選舉委員會界別 | 選舉委員會界別           | 循補選補上吳清輝辭職所留下的空缺；任期屆滿，沒有角逐連任                                                 |
| 馬逢國   | 1955年7月2日－                 | 5    | 2012年10月1日－2016年9月30日  | 功能界別       | 體育、演藝、文化及出版界 | 任期屆滿，於同一界別成功連任                                                                             |
| 馬逢國   | 1955年7月2日－                 | 6    | 2016年10月1日－2021年12月31日 | 功能界別       | 體育、演藝、文化及出版界 | 任期屆滿，於選舉委員會界別成功連任                                                                       |
| 馬逢國   | 1955年7月2日－                 | 7    | 2022年1月1日至2025年12月31日  | 選舉委員會界別 | 選舉委員會界別           | 現任議員                                                                                                 |
| 張漢忠   | 1958年5月25日－                | 臨時 | 1997年1月25日至1998年6月30日  | 推選委員會界別 | 推選委員會界別           | 任期屆滿，於新界東地方選區角逐連任失敗（名單次位）                                                       |
| 曹王敏賢 | 1944年10月13日－               | 臨時 | 1997年1月25日至1998年6月30日  | 推選委員會界別 | 推選委員會界別           | 任期屆滿，沒有角逐連任                                                                                   |
| 梁振英   | 1954年8月12日－                | 臨時 | 1997年1月25日至1998年6月30日  | 推選委員會界別 | 推選委員會界別           | 任期屆滿，沒有角逐連任                                                                                   |
| 梁智鴻   | 1939年4月23日－                | 臨時 | 1997年1月25日至1998年6月30日  | 推選委員會界別 | 推選委員會界別           | 任期屆滿，於醫學界功能界別成功連任                                                                       |
| 梁智鴻   | 1939年4月23日－                | 1    | 1998年7月1日－2000年6月30日   | 功能界別       | 醫學界                   | 任期屆滿，沒有角逐連任                                                                                   |
| 梁劉柔芬 | 1945年10月9日－                | 臨時 | 1997年1月25日至1998年6月30日  | 推選委員會界別 | 推選委員會界別           | 任期屆滿，於紡織及製衣界功能界別成功連任                                                                 |
| 梁劉柔芬 | 1945年10月9日－                | 1    | 1998年7月1日－2000年6月30日   | 功能界別       | 紡織及製衣界             | 任期屆滿，於同一界別成功連任                                                                             |
| 梁劉柔芬 | 1945年10月9日－                | 2    | 2000年10月1日－2004年9月30日  | 功能界別       | 紡織及製衣界             | 任期屆滿，於同一界別成功連任                                                                             |
| 梁劉柔芬 | 1945年10月9日－                | 3    | 2004年10月1日－2008年9月30日  | 功能界別       | 紡織及製衣界             | 任期屆滿，於同一界別成功連任                                                                             |
| 梁劉柔芬 | 1945年10月9日－                | 4    | 2008年10月1日－2012年9月30日  | 功能界別       | 紡織及製衣界             | 任期屆滿，沒有角逐連任                                                                                   |
| 莫應帆   | 1951年1月15日－                | 臨時 | 1997年1月25日至1998年6月30日  | 推選委員會界別 | 推選委員會界別           | 任期屆滿，於市政局功能組別角逐連任失敗                                                                   |
| 許賢發   | 1936年4月28日－2016年12月7日   | 臨時 | 1997年1月25日至1998年6月30日  | 推選委員會界別 | 推選委員會界別           | 任期屆滿，沒有角逐連任                                                                                   |
| 陳財喜   | 1956年1月15日－                | 臨時 | 1997年1月25日至1998年6月30日  | 推選委員會界別 | 推選委員會界別           | 任期屆滿，於批發及零售界功能組別角逐連任失敗                                                             |
| 陳婉嫻   | 1946年11月15日－               | 臨時 | 1997年1月25日至1998年6月30日  | 推選委員會界別 | 推選委員會界別           | 任期屆滿，於九龍東地方選區成功連任                                                                       |
| 陳婉嫻   | 1946年11月15日－               | 1    | 1998年7月1日－2000年6月30日   | 地方選區       | 九龍東                   | 任期屆滿，於同一選區成功連任                                                                             |
| 陳婉嫻   | 1946年11月15日－               | 2    | 2000年10月1日－2004年9月30日  | 地方選區       | 九龍東                   | 任期屆滿，於同一選區成功連任                                                                             |
| 陳婉嫻   | 1946年11月15日－               | 3    | 2004年10月1日－2008年9月30日  | 地方選區       | 九龍東                   | 任期屆滿，於同一選區角逐連任失敗（名單次位）                                                             |
| 陳婉嫻   | 1946年11月15日－               | 5    | 2012年10月1日－2016年9月30日  | 功能界別       | 區議會（第二）           | 任期屆滿，沒有角逐連任                                                                                   |
| 陳榮燦   | 1935年7月7日－                 | 臨時 | 1997年1月25日至1998年6月30日  | 推選委員會界別 | 推選委員會界別           | 任期屆滿，於勞工界功能界別成功連任                                                                       |
| 陳榮燦   | 1935年7月7日－                 | 1    | 1998年7月1日－2000年6月30日   | 功能界別       | 勞工界                   | 任期屆滿，沒有角逐連任                                                                                   |
| 陳鑑林   | 1949年1月22日－                | 臨時 | 1997年1月25日至1998年6月30日  | 推選委員會界別 | 推選委員會界別           | 任期屆滿，於選舉委員會界別成功連任                                                                       |
| 陳鑑林   | 1949年1月22日－                | 1    | 1998年7月1日－2000年6月30日   | 選舉委員會界別 | 選舉委員會界別           | 任期屆滿，於九龍東地方選區成功連任                                                                       |
| 陳鑑林   | 1949年1月22日－                | 2    | 2000年10月1日－2004年9月30日  | 地方選區       | 九龍東                   | 任期屆滿，於同一選區成功連任                                                                             |
| 陳鑑林   | 1949年1月22日－                | 3    | 2004年10月1日－2008年9月30日  | 地方選區       | 九龍東                   | 任期屆滿，於同一選區成功連任                                                                             |
| 陳鑑林   | 1949年1月22日－                | 4    | 2008年10月1日－2012年9月30日  | 地方選區       | 九龍東                   | 任期屆滿，於同一選區成功連任                                                                             |
| 陳鑑林   | 1949年1月22日－                | 5    | 2012年10月1日－2016年9月30日  | 地方選區       | 九龍東                   | 任期屆滿，沒有角逐連任                                                                                   |
| 曾鈺成   | 1947年5月17日－                | 臨時 | 1997年1月25日至1998年6月30日  | 推選委員會界別 | 推選委員會界別           | 任期屆滿，於九龍西地方選區成功連任                                                                       |
| 曾鈺成   | 1947年5月17日－                | 1    | 1998年7月1日－2000年6月30日   | 地方選區       | 九龍西                   | 任期屆滿，於同一選區成功連任                                                                             |
| 曾鈺成   | 1947年5月17日－                | 2    | 2000年10月1日－2004年9月30日  | 地方選區       | 九龍西                   | 任期屆滿，於同一選區成功連任                                                                             |
| 曾鈺成   | 1947年5月17日－                | 3    | 2004年10月1日－2008年9月30日  | 地方選區       | 九龍西                   | 任期屆滿，於香港島地方選區成功連任                                                                       |
| 曾鈺成   | 1947年5月17日－                | 4    | 2008年10月1日－2012年9月30日  | 地方選區       | 香港島                   | 任期屆滿，於同一選區成功連任                                                                             |
| 曾鈺成   | 1947年5月17日－                | 5    | 2012年10月1日－2016年9月30日  | 地方選區       | 香港島                   | 任期屆滿 ，沒有角逐連任                                                                                  |
| 程介南   | 1950年5月29日－                | 臨時 | 1997年1月25日至1998年6月30日  | 推選委員會界別 | 推選委員會界別           | 任期屆滿，於香港島地方選區成功連任                                                                       |
| 程介南   | 1950年5月29日－                | 1    | 1998年7月1日－2000年6月30日   | 地方選區       | 香港島                   | 任期屆滿，於同一選區成功連任，但因被指控「以權謀私」而主動放棄議席；第二屆的議席由余若薇經補選補上       |
| 馮檢基   | 1953年3月17日－                | 臨時 | 1997年1月25日至1998年6月30日  | 推選委員會界別 | 推選委員會界別           | 任期屆滿，於九龍西地方選區角逐連任失敗                                                                   |
| 馮檢基   | 1953年3月17日－                | 2    | 2000年10月1日－2004年9月30日  | 地方選區       | 九龍西                   | 任期屆滿，於同一選區成功連任                                                                             |
| 馮檢基   | 1953年3月17日－                | 3    | 2004年10月1日－2008年9月30日  | 地方選區       | 九龍西                   | 任期屆滿，於同一選區成功連任                                                                             |
| 馮檢基   | 1953年3月17日－                | 4    | 2008年10月1日－2012年9月30日  | 地方選區       | 九龍西                   | 任期屆滿，於區議會（第二）功能界別成功連任                                                               |
| 馮檢基   | 1953年3月17日－                | 5    | 2012年10月1日－2016年9月30日  | 功能界別       | 區議會（第二）           | 任期屆滿，於新界西選區角逐連任失敗                                                                       |
| 黃宏發   | 1943年12月11日－               | 臨時 | 1997年1月25日至1998年6月30日  | 推選委員會界別 | 推選委員會界別           | 任期屆滿，於新界東地方選區成功連任                                                                       |
| 黃宏發   | 1943年12月11日－               | 1    | 1998年7月1日－2000年6月30日   | 地方選區       | 新界東                   | 任期屆滿，於同一選區成功連任                                                                             |
| 黃宏發   | 1943年12月11日－               | 2    | 2000年10月1日－2004年9月30日  | 地方選區       | 新界東                   | 任期屆滿，於同一選區角逐連任失敗                                                                         |
| 黃宜弘   | 1938年12月23日－2021年6月6日   | 臨時 | 1997年1月25日至1998年6月30日  | 推選委員會界別 | 推選委員會界別           | 任期屆滿，於商界（第二）功能界別成功連任                                                                 |
| 黃宜弘   | 1938年12月23日－2021年6月6日   | 1    | 1998年7月1日－2000年6月30日   | 功能界別       | 商界（第二）             | 任期屆滿，於同一界別成功連任                                                                             |
| 黃宜弘   | 1938年12月23日－2021年6月6日   | 2    | 2000年10月1日－2004年9月30日  | 功能界別       | 商界（第二）             | 任期屆滿，於同一界別成功連任                                                                             |
| 黃宜弘   | 1938年12月23日－2021年6月6日   | 3    | 2004年10月1日－2008年9月30日  | 功能界別       | 商界（第二）             | 任期屆滿，於同一界別成功連任                                                                             |
| 黃宜弘   | 1938年12月23日－2021年6月6日   | 4    | 2008年10月1日－2012年9月30日  | 功能界別       | 商界（第二）             | 任期屆滿，沒有角逐連任                                                                                   |
| 黃英豪   | 1963年2月23日－                | 臨時 | 1997年1月25日至1998年6月30日  | 推選委員會界別 | 推選委員會界別           | 任期屆滿，沒有角逐連任                                                                                   |
| 黃英豪   | 1963年2月23日－                | 7    | 2022年1月1日－2025年12月31日  | 功能界別       | 進出口界                 | 現任議員                                                                                                 |
| 楊孝華   | 1948年3月30日－                | 臨時 | 1997年1月25日至1998年6月30日  | 推選委員會界別 | 推選委員會界別           | 任期屆滿，於旅遊界功能界別成功連任                                                                       |
| 楊孝華   | 1948年3月30日－                | 1    | 1998年7月1日－2000年6月30日   | 功能界別       | 旅遊界                   | 任期屆滿，於同一界別成功連任                                                                             |
| 楊孝華   | 1948年3月30日－                | 2    | 2000年10月1日－2004年9月30日  | 功能界別       | 旅遊界                   | 任期屆滿，於同一界別成功連任                                                                             |
| 楊孝華   | 1948年3月30日－                | 3    | 2004年10月1日－2008年9月30日  | 功能界別       | 旅遊界                   | 任期屆滿，沒有角逐連任                                                                                   |
| 楊釗     | 1947年2月－                    | 臨時 | 1997年1月25日至1998年6月30日  | 推選委員會界別 | 推選委員會界別           | 任期屆滿，於同一界別角逐連任失敗                                                                         |
| 楊耀忠   | 1951年11月7日－                | 臨時 | 1997年1月25日至1998年6月30日  | 推選委員會界別 | 推選委員會界別           | 任期屆滿，於選舉委員會界別成功連任                                                                       |
| 楊耀忠   | 1951年11月7日－                | 1    | 1998年7月1日－2000年6月30日   | 選舉委員會界別 | 選舉委員會界別           | 任期屆滿，於同一界別成功連任                                                                             |
| 楊耀忠   | 1951年11月7日－                | 2    | 2000年10月1日－2004年9月30日  | 選舉委員會界別 | 選舉委員會界別           | 任期屆滿，沒有角逐連任                                                                                   |
| 葉國謙   | 1951年11月8日－                | 臨時 | 1997年1月25日至1998年6月30日  | 推選委員會界別 | 推選委員會界別           | 任期屆滿，於香港島地方選區角逐連任失敗                                                                   |
| 葉國謙   | 1951年11月8日－                | 2    | 2000年10月1日－2004年9月30日  | 功能界別       | 區議會                   | 任期屆滿，因在2003年香港區議會選舉角逐區議員議席連任失敗，失去區議會功能界別參選資格，最終沒有角逐連任   |
| 葉國謙   | 1951年11月8日－                | 4    | 2008年10月1日－2012年9月30日  | 功能界別       | 區議會                   | 任期屆滿，於區議會（第一）功能界別成功連任                                                               |
| 葉國謙   | 1951年11月8日－                | 5    | 2012年10月1日－2016年9月30日  | 功能界別       | 區議會（第一）           | 任期屆滿，沒有角逐連任                                                                                   |
| 詹培忠   | 1946年9月24日－                | 臨時 | 1997年1月25日至1998年6月30日  | 推選委員會界別 | 推選委員會界別           | 任期屆滿，於金融服務界功能界別成功連任                                                                   |
| 詹培忠   | 1946年9月24日－                | 1    | 1998年7月1日－1998年9月9日    | 功能界別       | 金融服務界               | 因串謀偽造商業文件入獄，立法會根據《基本法》解除其議員職務；議席由馮志堅經補選補上                       |
| 詹培忠   | 1946年9月24日－                | 3    | 2004年10月1日－2008年9月30日  | 功能界別       | 金融服務界               | 任期屆滿，於同一界別成功連任                                                                             |
| 詹培忠   | 1946年9月24日－                | 4    | 2008年10月1日－2012年9月30日  | 功能界別       | 金融服務界               | 任期屆滿，於同一界別報名角逐連任，但最終退選                                                             |
| 廖成利   | 1958年10月8日－                | 臨時 | 1997年1月25日至1998年6月30日  | 推選委員會界別 | 推選委員會界別           | 任期屆滿，於九龍西地方選區角逐連任失敗                                                                   |
| 劉江華   | 1957年6月22日－                | 臨時 | 1997年1月25日至1998年6月30日  | 推選委員會界別 | 推選委員會界別           | 任期屆滿，於新界東地方選區成功連任                                                                       |
| 劉江華   | 1957年6月22日－                | 1    | 1998年7月1日－2000年6月30日   | 地方選區       | 新界東                   | 任期屆滿，於同一選區成功連任                                                                             |
| 劉江華   | 1957年6月22日－                | 2    | 2000年10月1日－2004年9月30日  | 地方選區       | 新界東                   | 任期屆滿，於同一選區成功連任                                                                             |
| 劉江華   | 1957年6月22日－                | 3    | 2004年10月1日－2008年9月30日  | 地方選區       | 新界東                   | 任期屆滿，於同一選區成功連任                                                                             |
| 劉江華   | 1957年6月22日－                | 4    | 2008年10月1日－2012年9月30日  | 地方選區       | 新界東                   | 任期屆滿，於區議會（第二）功能界別角逐連任失敗                                                           |
| 劉皇發   | 1936年10月15日－2017年7月23日  | 臨時 | 1997年1月25日至1998年6月30日  | 推選委員會界別 | 推選委員會界別           | 任期屆滿，於鄉議局功能界別成功連任                                                                       |
| 劉皇發   | 1936年10月15日－2017年7月23日  | 1    | 1998年7月1日－2000年6月30日   | 功能界別       | 鄉議局                   | 任期屆滿，於同一界別成功連任                                                                             |
| 劉皇發   | 1936年10月15日－2017年7月23日  | 2    | 2000年10月1日－2004年9月30日  | 功能界別       | 鄉議局                   | 任期屆滿，於區議會功能界別成功連任                                                                       |
| 劉皇發   | 1936年10月15日－2017年7月23日  | 3    | 2004年10月1日－2008年9月30日  | 功能界別       | 區議會                   | 任期屆滿，於鄉議局功能界別成功連任                                                                       |
| 劉皇發   | 1936年10月15日－2017年7月23日  | 4    | 2008年10月1日－2012年9月30日  | 功能界別       | 鄉議局                   | 任期屆滿，於同一界別成功連任                                                                             |
| 劉皇發   | 1936年10月15日－2017年7月23日  | 5    | 2012年10月1日－2016年9月30日  | 功能界別       | 鄉議局                   | 任期屆滿，沒有角逐連任                                                                                   |
| 劉健儀   | 1947年4月27日－                | 臨時 | 1997年1月25日至1998年6月30日  | 推選委員會界別 | 推選委員會界別           | 任期屆滿，於航運交通界功能界別成功連任                                                                   |
| 劉健儀   | 1947年4月27日－                | 1    | 1998年7月1日－2000年6月30日   | 功能界別       | 航運交通界               | 任期屆滿，於同一界別成功連任                                                                             |
| 劉健儀   | 1947年4月27日－                | 2    | 2000年10月1日－2004年9月30日  | 功能界別       | 航運交通界               | 任期屆滿，於同一界別成功連任                                                                             |
| 劉健儀   | 1947年4月27日－                | 3    | 2004年10月1日－2008年9月30日  | 功能界別       | 航運交通界               | 任期屆滿，於同一界別成功連任                                                                             |
| 劉健儀   | 1947年4月27日－                | 4    | 2008年10月1日－2012年9月30日  | 功能界別       | 航運交通界               | 任期屆滿，於香港島地方選區角逐連任失敗                                                                   |
| 劉漢銓   | 1947年7月16日－                | 臨時 | 1997年1月25日至1998年6月30日  | 推選委員會界別 | 推選委員會界別           | 任期屆滿，於選舉委員會界別成功連任                                                                       |
| 劉漢銓   | 1947年7月16日－                | 1    | 1998年7月1日－2000年6月30日   | 選舉委員會界別 | 選舉委員會界別           | 任期屆滿，於同一界別成功連任                                                                             |
| 劉漢銓   | 1947年7月16日－                | 2    | 2000年10月1日－2004年9月30日  | 選舉委員會界別 | 選舉委員會界別           | 任期屆滿，沒有角逐連任                                                                                   |
| 蔡根培   | 1929年8月5日－                 | 臨時 | 1997年1月25日至1998年6月30日  | 推選委員會界別 | 推選委員會界別           | 任期屆滿，沒有角逐連任                                                                                   |
| 鄭明訓   | 1936年10月19日－               | 臨時 | 1997年1月25日至1998年6月30日  | 推選委員會界別 | 推選委員會界別           | 任期屆滿，沒有角逐連任                                                                                   |
| 鄭耀棠   | 1948年10月14日－               | 臨時 | 1997年1月25日至1998年6月30日  | 推選委員會界別 | 推選委員會界別           | 任期屆滿，沒有角逐連任                                                                                   |
| 鄧兆棠   | 1942年9月26日－                | 臨時 | 1997年1月25日至1998年6月30日  | 推選委員會界別 | 推選委員會界別           | 任期屆滿，於區域市政局功能界別成功連任                                                                   |
| 鄧兆棠   | 1942年9月26日－                | 1    | 1998年7月1日－1998年9月3日    | 功能界別       | 區域市政局               | 因部份選票出現問題，法庭裁定當選無效；議席由其本人經補選補上                                             |
| 鄧兆棠   | 1942年9月26日－                | 1    | 1998年10月29日－2000年6月30日 | 功能界別       | 區域市政局               | 循補選補上因本人當選無效所留下的空缺；任期屆滿，於新界西地方選區成功連任                                 |
| 鄧兆棠   | 1942年9月26日－                | 2    | 2000年10月1日－2004年9月30日  | 地方選區       | 新界西                   | 任期屆滿，沒有角逐連任                                                                                   |
| 霍震霆   | 1946年2月14日－                | 臨時 | 1997年1月25日至1998年6月30日  | 推選委員會界別 | 推選委員會界別           | 任期屆滿，於體育、演藝、文化及出版界功能界別成功連任                                                     |
| 霍震霆   | 1946年2月14日－                | 1    | 1998年7月1日－2000年6月30日   | 功能界別       | 體育、演藝、文化及出版界 | 任期屆滿，於同一界別成功連任                                                                             |
| 霍震霆   | 1946年2月14日－                | 2    | 2000年10月1日－2004年9月30日  | 功能界別       | 體育、演藝、文化及出版界 | 任期屆滿，於同一界別成功連任                                                                             |
| 霍震霆   | 1946年2月14日－                | 3    | 2004年10月1日－2008年9月30日  | 功能界別       | 體育、演藝、文化及出版界 | 任期屆滿，於同一界別成功連任                                                                             |
| 霍震霆   | 1946年2月14日－                | 4    | 2008年10月1日－2012年9月30日  | 功能界別       | 體育、演藝、文化及出版界 | 任期屆滿，沒有角逐連任                                                                                   |
| 簡福飴   | 1936年6月14日－                | 臨時 | 1997年1月25日至1998年6月30日  | 推選委員會界別 | 推選委員會界別           | 任期屆滿，於選舉委員會界別角逐連任失敗                                                                   |
| 顏錦全   | 1947年12月12日－2014年12月19日 | 臨時 | 1997年1月25日至1998年6月30日  | 推選委員會界別 | 推選委員會界別           | 任期屆滿，於區域市政局功能組別角逐連任失敗                                                               |
| 羅叔清   | 1950年6月22日－                | 臨時 | 1997年1月25日至1998年6月30日  | 推選委員會界別 | 推選委員會界別           | 任期屆滿，沒有角逐連任                                                                                   |
| 羅祥國   | 1949年9月26日－                | 臨時 | 1997年1月25日至1998年6月30日  | 推選委員會界別 | 推選委員會界別           | 任期屆滿，於選舉委員會界別角逐連任失敗                                                                   |
| 譚耀宗   | 1949年12月15日－               | 臨時 | 1997年1月25日至1998年6月30日  | 推選委員會界別 | 推選委員會界別           | 任期屆滿，於新界西地方選區成功連任                                                                       |
| 譚耀宗   | 1949年12月15日－               | 1    | 1998年7月1日－2000年6月30日   | 地方選區       | 新界西                   | 任期屆滿，於同一選區成功連任                                                                             |
| 譚耀宗   | 1949年12月15日－               | 2    | 2000年10月1日－2004年9月30日  | 地方選區       | 新界西                   | 任期屆滿，於同一選區成功連任                                                                             |
| 譚耀宗   | 1949年12月15日－               | 3    | 2004年10月1日－2008年9月30日  | 地方選區       | 新界西                   | 任期屆滿，於同一選區成功連任                                                                             |
| 譚耀宗   | 1949年12月15日－               | 4    | 2008年10月1日－2012年9月30日  | 地方選區       | 新界西                   | 任期屆滿，於同一選區成功連任                                                                             |
| 譚耀宗   | 1949年12月15日－               | 5    | 2012年10月1日－2016年9月30日  | 地方選區       | 新界西                   | 任期屆滿，沒有角逐連任                                                                                   |
| 譚惠珠   | 1945年11月2日－                | 臨時 | 1997年7月8日至1997年6月27日   | 推選委員會界別 | 推選委員會界別           | 因當選香港特別行政區全國人民代表大會代表，自行辭去議員職務；議席由蔡素玉經補選補上                       |
| 蔡素玉   | 1950年10月10日－               | 臨時 | 1997年7月8日至1998年6月30日   | 推選委員會界別 | 推選委員會界別           | 循補選補上因譚惠珠當選香港特別行政區全國人民代表大會代表所留下的空缺；任期屆滿，於選舉委員會界別成功連任 |
| 蔡素玉   | 1950年10月10日－               | 1    | 1998年7月1日－2000年6月30日   | 選舉委員會界別 | 選舉委員會界別           | 任期屆滿，於香港島地方選區成功連任                                                                       |
| 蔡素玉   | 1950年10月10日－               | 2    | 2000年10月1日－2004年9月30日  | 地方選區       | 香港島                   | 任期屆滿，於同一選區成功連任                                                                             |
| 蔡素玉   | 1950年10月10日－               | 3    | 2004年10月1日－2008年9月30日  | 地方選區       | 香港島                   | 任期屆滿，於同一選區角逐連任失敗（名單次位）                                                             |

### 於第一屆首次進入立法會的議員
第一屆立法會任期為1998年7月1日至2000年6月30日，共有27名首次當選的議員，當中1名（馮志堅）是由補選產生。所有議員均已經離任。最後離任兩位是涂謹申和梁耀忠，兩人均是連續當選六屆立法會的議員，並於2020年11月12日遞交辭職信，並於12月1日起生效。
因選舉期的關係，首屆立法會於2000年6月30日解散後，第二屆立法會於2000年10月1日方正式成立，但仍視為連續任期。
| 議員   | 生卒                        | 屆 | 任期                          | 席位     | 選區／界別     | 備註                                                                 |
| ------ | --------------------------- | -- | ----------------------------- | -------- | -------------- | -------------------------------------------------------------------- |
| 丁午壽 | 1942年8月21日－             | 1  | 1998年7月1日－2000年6月30日   | 功能界別 | 工業界（第一） | 任期屆滿，於同一界別成功連任                                         |
| 丁午壽 | 1942年8月21日－             | 2  | 2000年10月1日－2004年9月30日  | 功能界別 | 工業界（第一） | 任期屆滿，於新界西地方選區角逐連任失敗（名單次位）                   |
| 何秀蘭 | 1954年7月24日－             | 1  | 1998年7月1日－2000年6月30日   | 地方選區 | 新界東         | 任期屆滿，於香港島地方選區成功連任                                   |
| 何秀蘭 | 1954年7月24日－             | 2  | 2000年10月1日－2004年9月30日  | 地方選區 | 香港島         | 任期屆滿，於同一選區角逐連任失敗（名單次位）                         |
| 何秀蘭 | 1954年7月24日－             | 4  | 2008年10月1日－2012年9月30日  | 地方選區 | 香港島         | 任期屆滿，於同一選區成功連任                                         |
| 何秀蘭 | 1954年7月24日－             | 5  | 2012年10月1日－2016年9月30日  | 地方選區 | 香港島         | 任期屆滿，於同一選區角逐連任失敗                                     |
| 何俊仁 | 1951年12月1日－             | 1  | 1998年7月1日－2000年6月30日   | 地方選區 | 新界西         | 任期屆滿，於同一選區成功連任                                         |
| 何俊仁 | 1951年12月1日－             | 2  | 2000年10月1日－2004年9月30日  | 地方選區 | 新界西         | 任期屆滿，於同一選區成功連任                                         |
| 何俊仁 | 1951年12月1日－             | 3  | 2004年10月1日－2008年9月30日  | 地方選區 | 新界西         | 任期屆滿，於同一選區成功連任                                         |
| 何俊仁 | 1951年12月1日－             | 4  | 2008年10月1日－2012年9月30日  | 地方選區 | 新界西         | 任期屆滿，於區議會（第二）功能界別成功連任                           |
| 何俊仁 | 1951年12月1日－             | 5  | 2012年10月1日－2016年9月30日  | 功能界別 | 區議會（第二） | 任期屆滿，於新界西選區角逐連任失敗（名單次位）                       |
| 何敏嘉 | 1955年11月6日－             | 1  | 1998年7月1日－2000年6月30日   | 功能界別 | 衛生服務界     | 任期屆滿，沒有角逐連任                                               |
| 李永達 | 1955年12月25日－            | 1  | 1998年7月1日－2000年6月30日   | 地方選區 | 新界西         | 任期屆滿，於同一選區角逐連任失敗                                     |
| 李永達 | 1955年12月25日－            | 3  | 2004年10月1日－2008年9月30日  | 地方選區 | 新界西         | 任期屆滿，於同一選區成功連任                                         |
| 李永達 | 1955年12月25日－            | 4  | 2008年10月1日－2012年9月30日  | 地方選區 | 新界西         | 任期屆滿，於同一選區角逐連任失敗                                     |
| 李卓人 | 1957年2月12日－             | 1  | 1998年7月1日－2000年6月30日   | 地方選區 | 新界西         | 任期屆滿，於同一選區成功連任                                         |
| 李卓人 | 1957年2月12日－             | 2  | 2000年10月1日－2004年9月30日  | 地方選區 | 新界西         | 任期屆滿，於同一選區成功連任                                         |
| 李卓人 | 1957年2月12日－             | 3  | 2004年10月1日－2008年9月30日  | 地方選區 | 新界西         | 任期屆滿，於同一選區成功連任                                         |
| 李卓人 | 1957年2月12日－             | 4  | 2008年10月1日－2012年9月30日  | 地方選區 | 新界西         | 任期屆滿，於同一選區成功連任                                         |
| 李卓人 | 1957年2月12日－             | 5  | 2012年10月1日－2016年9月30日  | 地方選區 | 新界西         | 任期屆滿，於同一選區角逐連任失敗                                     |
| 李柱銘 | 1938年6月8日－              | 1  | 1998年7月1日－2000年6月30日   | 地方選區 | 香港島         | 任期屆滿，於同一選區成功連任                                         |
| 李柱銘 | 1938年6月8日－              | 2  | 2000年10月1日－2004年9月30日  | 地方選區 | 香港島         | 任期屆滿，於同一選區成功連任                                         |
| 李柱銘 | 1938年6月8日－              | 3  | 2004年10月1日－2008年9月30日  | 地方選區 | 香港島         | 任期屆滿，沒有角逐連任                                               |
| 李華明 | 1955年4月25日－             | 1  | 1998年7月1日－2000年6月30日   | 地方選區 | 九龍東         | 任期屆滿，於同一選區成功連任                                         |
| 李華明 | 1955年4月25日－             | 2  | 2000年10月1日－2004年9月30日  | 地方選區 | 九龍東         | 任期屆滿，於同一選區成功連任                                         |
| 李華明 | 1955年4月25日－             | 3  | 2004年10月1日－2008年9月30日  | 地方選區 | 九龍東         | 任期屆滿，於同一選區成功連任                                         |
| 李華明 | 1955年4月25日－             | 4  | 2008年10月1日－2012年9月30日  | 地方選區 | 九龍東         | 任期屆滿，沒有角逐連任                                               |
| 呂明華 | 1938年4月4日－              | 1  | 1998年7月1日－2000年6月30日   | 功能界別 | 工業界（第二） | 任期屆滿，於同一界別成功連任                                         |
| 呂明華 | 1938年4月4日－              | 2  | 2000年10月1日－2004年9月30日  | 功能界別 | 工業界（第二） | 任期屆滿，於同一界別成功連任                                         |
| 呂明華 | 1938年4月4日－              | 3  | 2004年10月1日－2008年9月30日  | 功能界別 | 工業界（第二） | 任期屆滿，沒有角逐連任                                               |
| 吳靄儀 | 1948年1月25日－             | 1  | 1998年7月1日－2000年6月30日   | 功能界別 | 法律界         | 任期屆滿，於同一界別成功連任                                         |
| 吳靄儀 | 1948年1月25日－             | 2  | 2000年10月1日－2004年9月30日  | 功能界別 | 法律界         | 任期屆滿，於同一界別成功連任                                         |
| 吳靄儀 | 1948年1月25日－             | 3  | 2004年10月1日－2008年9月30日  | 功能界別 | 法律界         | 任期屆滿，於同一界別成功連任                                         |
| 吳靄儀 | 1948年1月25日－             | 4  | 2008年10月1日－2012年9月30日  | 功能界別 | 法律界         | 任期屆滿，沒有角逐連任                                               |
| 涂謹申 | 1963年3月11日－             | 1  | 1998年7月1日－2000年6月30日   | 地方選區 | 九龍西         | 任期屆滿，於同一選區成功連任                                         |
| 涂謹申 | 1963年3月11日－             | 2  | 2000年10月1日－2004年9月30日  | 地方選區 | 九龍西         | 任期屆滿，於同一選區成功連任                                         |
| 涂謹申 | 1963年3月11日－             | 3  | 2004年10月1日－2008年9月30日  | 地方選區 | 九龍西         | 任期屆滿，於同一選區成功連任                                         |
| 涂謹申 | 1963年3月11日－             | 4  | 2008年10月1日－2012年9月30日  | 地方選區 | 九龍西         | 任期屆滿，於區議會（第二）功能界別成功連任                           |
| 涂謹申 | 1963年3月11日－             | 5  | 2012年10月1日－2016年9月30日  | 功能界別 | 區議會（第二） | 任期屆滿，於同一界別成功連任                                         |
| 涂謹申 | 1963年3月11日－             | 6  | 2016年10月1日－2020年11月30日 | 功能界別 | 區議會（第二） | 因不滿人大常委會對立法會議員規定而自行辭任議員職務                   |
| 張文光 | 1954年9月15日－             | 1  | 1998年7月1日－2000年6月30日   | 功能界別 | 教育界         | 任期屆滿，於同一界別成功連任                                         |
| 張文光 | 1954年9月15日－             | 2  | 2000年10月1日－2004年9月30日  | 功能界別 | 教育界         | 任期屆滿，於同一界別成功連任                                         |
| 張文光 | 1954年9月15日－             | 3  | 2004年10月1日－2008年9月30日  | 功能界別 | 教育界         | 任期屆滿，於同一界別成功連任                                         |
| 張文光 | 1954年9月15日－             | 4  | 2008年10月1日－2012年9月30日  | 功能界別 | 教育界         | 任期屆滿，於九龍西地方選區角逐連任失敗（名單次位）                   |
| 張永森 | 1951年1月10日－             | 1  | 1998年7月1日－1999年12月31日  | 功能界別 | 市政局         | 因市政局被解散，自行辭去議員職務；因餘下任期不超過半年故沒有補選     |
| 許長青 | 1942年9月4日－2005年1月6日  | 1  | 1998年7月1日－2000年6月30日   | 功能界別 | 進出口界       | 任期屆滿，於同一界別成功連任                                         |
| 許長青 | 1942年9月4日－2005年1月6日  | 2  | 2000年10月1日－2004年9月30日  | 功能界別 | 進出口界       | 任期屆滿，沒有角逐連任                                               |
| 陸恭蕙 | 1956年2月1日－              | 1  | 1998年7月1日－2000年6月30日   | 地方選區 | 香港島         | 任期屆滿，沒有角逐連任                                               |
| 陳國強 | 1946年1月17日－             | 1  | 1998年7月1日－2000年6月30日   | 功能界別 | 勞工界         | 任期屆滿，於同一界別成功連任                                         |
| 陳國強 | 1946年1月17日－             | 2  | 2000年10月1日－2004年9月30日  | 功能界別 | 勞工界         | 任期屆滿，於同一界別角逐連任失敗                                     |
| 陳智思 | 1965年1月11日－             | 1  | 1998年7月1日－2000年6月30日   | 功能界別 | 保險界         | 任期屆滿，於同一界別成功連任                                         |
| 陳智思 | 1965年1月11日－             | 2  | 2000年10月1日－2004年9月30日  | 功能界別 | 保險界         | 任期屆滿，於同一界別成功連任                                         |
| 陳智思 | 1965年1月11日－             | 3  | 2004年10月1日－2008年9月30日  | 功能界別 | 保險界         | 任期屆滿，沒有角逐連任                                               |
| 梁耀忠 | 1953年5月19日－             | 1  | 1998年7月1日－2000年6月30日   | 地方選區 | 新界西         | 任期屆滿，於同一選區成功連任                                         |
| 梁耀忠 | 1953年5月19日－             | 2  | 2000年10月1日－2004年9月30日  | 地方選區 | 新界西         | 任期屆滿，於同一選區成功連任                                         |
| 梁耀忠 | 1953年5月19日－             | 3  | 2004年10月1日－2008年9月30日  | 地方選區 | 新界西         | 任期屆滿，於同一選區成功連任                                         |
| 梁耀忠 | 1953年5月19日－             | 4  | 2008年10月1日－2012年9月30日  | 地方選區 | 新界西         | 任期屆滿，於同一選區成功連任                                         |
| 梁耀忠 | 1953年5月19日－             | 5  | 2012年10月1日－2016年9月30日  | 地方選區 | 新界西         | 任期屆滿，於區議會（第二）功能界別成功連任                           |
| 梁耀忠 | 1953年5月19日－             | 6  | 2016年10月1日－2020年11月30日 | 功能界別 | 區議會（第二） | 因不滿人大常委會對立法會議員規定而自行辭任議員職務                   |
| 單仲偕 | 1960年6月15日－             | 1  | 1998年7月1日－2000年6月30日   | 功能界別 | 資訊科技界     | 任期屆滿，於同一界別成功連任                                         |
| 單仲偕 | 1960年6月15日－             | 2  | 2000年10月1日－2004年9月30日  | 功能界別 | 資訊科技界     | 任期屆滿，於同一界別成功連任                                         |
| 單仲偕 | 1960年6月15日－             | 3  | 2004年10月1日－2008年9月30日  | 功能界別 | 資訊科技界     | 任期屆滿，沒有角逐連任                                               |
| 單仲偕 | 1960年6月15日－             | 5  | 2012年10月1日－2016年9月30日  | 地方選區 | 香港島         | 任期屆滿，於同一選區角逐連任失敗（名單次位）                         |
| 黃容根 | 1951年8月10日－             | 1  | 1998年7月1日－2000年6月30日   | 功能界別 | 漁農界         | 任期屆滿，於同一界別成功連任                                         |
| 黃容根 | 1951年8月10日－             | 2  | 2000年10月1日－2004年9月30日  | 功能界別 | 漁農界         | 任期屆滿，於同一界別成功連任                                         |
| 黃容根 | 1951年8月10日－             | 3  | 2004年10月1日－2008年9月30日  | 功能界別 | 漁農界         | 任期屆滿，於同一界別成功連任                                         |
| 黃容根 | 1951年8月10日－             | 4  | 2008年10月1日－2012年9月30日  | 功能界別 | 漁農界         | 任期屆滿，於同一界別角逐連任失敗                                     |
| 楊森   | 1947年11月22日－            | 1  | 1998年7月1日－2000年6月30日   | 地方選區 | 香港島         | 任期屆滿，於同一選區成功連任                                         |
| 楊森   | 1947年11月22日－            | 2  | 2000年10月1日－2004年9月30日  | 地方選區 | 香港島         | 任期屆滿，於同一選區成功連任                                         |
| 楊森   | 1947年11月22日－            | 3  | 2004年10月1日－2008年9月30日  | 地方選區 | 香港島         | 任期屆滿，於同一選區角逐連任失敗（名單次位）                         |
| 劉千石 | 1944年9月12日－             | 1  | 1998年7月1日－2000年6月30日   | 地方選區 | 九龍西         | 任期屆滿，於同一選區成功連任                                         |
| 劉千石 | 1944年9月12日－             | 2  | 2000年10月1日－2004年9月30日  | 地方選區 | 九龍西         | 任期屆滿，於同一選區成功連任                                         |
| 劉千石 | 1944年9月12日－             | 3  | 2004年10月1日－2008年9月30日  | 地方選區 | 九龍西         | 任期屆滿，於同一選區角逐連任失敗                                     |
| 劉慧卿 | 1952年1月21日－             | 1  | 1998年7月1日－2000年6月30日   | 地方選區 | 新界東         | 任期屆滿，於同一選區成功連任                                         |
| 劉慧卿 | 1952年1月21日－             | 2  | 2000年10月1日－2004年9月30日  | 地方選區 | 新界東         | 任期屆滿，於同一選區成功連任                                         |
| 劉慧卿 | 1952年1月21日－             | 3  | 2004年10月1日－2008年9月30日  | 地方選區 | 新界東         | 任期屆滿，於同一選區成功連任                                         |
| 劉慧卿 | 1952年1月21日－             | 4  | 2008年10月1日－2012年9月30日  | 地方選區 | 新界東         | 任期屆滿，於同一選區成功連任                                         |
| 劉慧卿 | 1952年1月21日－             | 5  | 2012年10月1日－2016年9月30日  | 地方選區 | 新界東         | 任期屆滿，於同一選區角逐連任失敗（名單次位）                         |
| 鄭家富 | 1960年4月28日－             | 1  | 1998年7月1日－2000年6月30日   | 地方選區 | 新界東         | 任期屆滿，於同一選區成功連任                                         |
| 鄭家富 | 1960年4月28日－             | 2  | 2000年10月1日－2004年9月30日  | 地方選區 | 新界東         | 任期屆滿，於同一選區成功連任                                         |
| 鄭家富 | 1960年4月28日－             | 3  | 2004年10月1日－2008年9月30日  | 地方選區 | 新界東         | 任期屆滿，於同一選區成功連任                                         |
| 鄭家富 | 1960年4月28日－             | 4  | 2008年10月1日－2012年9月30日  | 地方選區 | 新界東         | 任期屆滿，沒有角逐連任                                               |
| 司徒華 | 1931年2月28日－2011年1月2日 | 1  | 1998年7月1日－2000年6月30日   | 地方選區 | 九龍東         | 任期屆滿，於同一選區成功連任                                         |
| 司徒華 | 1931年2月28日－2011年1月2日 | 2  | 2000年10月1日－2004年9月30日  | 地方選區 | 九龍東         | 任期屆滿，沒有角逐連任                                               |
| 羅致光 | 1953年11月1日－             | 1  | 1998年7月1日－2000年6月30日   | 功能界別 | 社會福利界     | 任期屆滿，於同一界別成功連任                                         |
| 羅致光 | 1953年11月1日－             | 2  | 2000年10月1日－2004年9月30日  | 功能界別 | 社會福利界     | 任期屆滿，沒有角逐連任                                               |
| 馮志堅 | 1949年6月9日－              | 1  | 1998年10月16日－2000年6月30日 | 功能界別 | 金融服務界     | 循補選補上因詹培忠入獄所留下的空缺；任期屆滿，於同一界別角逐連任失敗 |

### 於第二屆首次進入立法會的議員
第二屆立法會任期為2000年10月1日至2004年9月30日，共有10名首次當選的議員，當中1名（余若薇）是由補選產生。這10位議員當中，有1位是現任議員。
| 議員   | 生卒                        | 屆 | 任期                          | 席位     | 選區／界別             | 備註                                                                 |
| ------ | --------------------------- | -- | ----------------------------- | -------- | ---------------------- | -------------------------------------------------------------------- |
| 石禮謙 | 1945年6月24日－             | 2  | 2000年10月1日－2004年9月30日  | 功能界別 | 地產及建造界           | 任期屆滿，於同一界別成功連任                                         |
| 石禮謙 | 1945年6月24日－             | 3  | 2004年10月1日－2008年9月30日  | 功能界別 | 地產及建造界           | 任期屆滿，於同一界別成功連任                                         |
| 石禮謙 | 1945年6月24日－             | 4  | 2008年10月1日－2012年9月30日  | 功能界別 | 地產及建造界           | 任期屆滿，於同一界別成功連任                                         |
| 石禮謙 | 1945年6月24日－             | 5  | 2012年10月1日－2016年9月30日  | 功能界別 | 地產及建造界           | 任期屆滿，於同一界別成功連任                                         |
| 石禮謙 | 1945年6月24日－             | 6  | 2016年10月1日－2021年12月31日 | 功能界別 | 地產及建造界           | 任期屆滿，沒有角逐連任                                               |
| 李鳳英 | 1950年12月2日－             | 2  | 2000年10月1日－2004年9月30日  | 功能界別 | 勞工界                 | 任期屆滿，於同一界別成功連任                                         |
| 李鳳英 | 1950年12月2日－             | 3  | 2004年10月1日－2008年9月30日  | 功能界別 | 勞工界                 | 任期屆滿，於同一界別成功連任                                         |
| 李鳳英 | 1950年12月2日－             | 4  | 2008年10月1日－2012年9月30日  | 功能界別 | 勞工界                 | 任期屆滿，沒有角逐連任                                               |
| 張宇人 | 1949年9月30日－             | 2  | 2000年10月1日－2004年9月30日  | 功能界別 | 飲食界                 | 任期屆滿，於同一界別成功連任                                         |
| 張宇人 | 1949年9月30日－             | 3  | 2004年10月1日－2008年9月30日  | 功能界別 | 飲食界                 | 任期屆滿，於同一界別成功連任                                         |
| 張宇人 | 1949年9月30日－             | 4  | 2008年10月1日－2012年9月30日  | 功能界別 | 飲食界                 | 任期屆滿，於同一界別成功連任                                         |
| 張宇人 | 1949年9月30日－             | 5  | 2012年10月1日－2016年9月30日  | 功能界別 | 飲食界                 | 任期屆滿，於同一界別成功連任                                         |
| 張宇人 | 1949年9月30日－             | 6  | 2016年10月1日－2021年12月31日 | 功能界別 | 飲食界                 | 任期屆滿，於同一界別成功連任                                         |
| 張宇人 | 1949年9月30日－             | 7  | 2022年1月1日－2025年12月31日  | 功能界別 | 飲食界                 | 現任議員                                                             |
| 麥國風 | 1955年8月23日－             | 2  | 2000年10月1日－2004年9月30日  | 功能界別 | 衛生服務界             | 任期屆滿，於同一界別角逐連任失敗                                     |
| 陳偉業 | 1955年3月3日－              | 2  | 2000年10月1日－2004年9月30日  | 地方選區 | 新界西                 | 任期屆滿，於同一選區成功連任                                         |
| 陳偉業 | 1955年3月3日－              | 3  | 2004年10月1日－2008年9月30日  | 地方選區 | 新界西                 | 任期屆滿，於同一選區成功連任                                         |
| 陳偉業 | 1955年3月3日－              | 4  | 2008年10月1日－2010年1月28日  | 地方選區 | 新界西                 | 參與五區總辭而自行辭去議員職務；議席由其本人經補選補上               |
| 陳偉業 | 1955年3月3日－              | 4  | 2010年5月17日－2012年9月30日  | 地方選區 | 新界西                 | 任期屆滿，於同一選區成功連任                                         |
| 陳偉業 | 1955年3月3日－              | 5  | 2012年10月1日－2016年9月30日  | 地方選區 | 新界西                 | 任期屆滿，於同一選區角逐連任失敗（名單次位）                         |
| 梁富華 | 1951年10月21日－            | 2  | 2000年10月1日－2004年9月30日  | 功能界別 | 勞工界                 | 任期屆滿，沒有角逐連任                                               |
| 勞永樂 | 1954年9月13日－2015年5月9日 | 2  | 2000年10月1日－2004年9月30日  | 功能界別 | 醫學界                 | 任期屆滿，於同一界別角逐連任失敗                                     |
| 黃成智 | 1957年10月11日－            | 2  | 2000年10月1日－2004年9月30日  | 地方選區 | 新界東                 | 任期屆滿，於同一選區角逐連任失敗（名單第四位）                       |
| 黃成智 | 1957年10月11日－            | 4  | 2008年10月1日－2012年9月30日  | 地方選區 | 新界東                 | 任期屆滿，於同一選區角逐連任失敗                                     |
| 劉炳章 | 1951年10月3日－             | 2  | 2000年10月1日－2004年9月30日  | 功能界別 | 建築、測量及都市規劃界 | 任期屆滿，於同一界別角逐連任失敗                                     |
| 余若薇 | 1953年9月11日－             | 2  | 2000年12月11日－2004年9月30日 | 地方選區 | 香港島                 | 循補選補上因程介南放棄議席所留下的空缺；任期屆滿，於同一選區成功連任 |
| 余若薇 | 1953年9月11日－             | 3  | 2004年10月1日－2008年9月30日  | 地方選區 | 香港島                 | 任期屆滿，於同一選區成功連任（名單次位）                             |
| 余若薇 | 1953年9月11日－             | 4  | 2008年10月1日－2012年9月30日  | 地方選區 | 香港島                 | 任期屆滿，於新界西地方選區角逐連任失敗（名單次位）                   |

### 於第三屆首次進入立法會的議員
第三屆立法會任期為2004年10月1日至2008年9月30日，共有20名首次當選的議員，當中1名（陳方安生）是由補選產生。這20位議員當中，有兩位是現任議員。
| 議員     | 生卒                        | 屆 | 任期                          | 席位     | 選區／界別             | 備註 |
| -------- | --------------------------- | -- | ----------------------------- | -------- | ---------------------- | --- |
| 方剛     | 1943年5月7日－              | 3  | 2004年10月1日－2008年9月30日  | 功能界別 | 批發及零售界           | 任期屆滿，於同一界別成功連任 |
| 方剛     | 1943年5月7日－              | 4  | 2008年10月1日－2012年9月30日  | 功能界別 | 批發及零售界           | 任期屆滿，於同一界別成功連任 |
| 方剛     | 1943年5月7日－              | 5  | 2012年10月1日－2016年9月30日  | 功能界別 | 批發及零售界           | 任期屆滿，沒有角逐連任 |
| 王國興   | 1949年3月29日－             | 3  | 2004年10月1日－2008年9月30日  | 功能界別 | 勞工界                 | 任期屆滿，於新界西地方選區成功連任 |
| 王國興   | 1949年3月29日－             | 4  | 2008年10月1日－2012年9月30日  | 地方選區 | 新界西                 | 任期屆滿，於香港島地方選區成功連任 |
| 王國興   | 1949年3月29日－             | 5  | 2012年10月1日－2016年9月30日  | 地方選區 | 香港島                 | 任期屆滿，於區議會（第二）功能界別角逐連任失敗 |
| 李國英   | 1949年11月18日－            | 3  | 2004年10月1日－2008年9月30日  | 地方選區 | 新界東                 | 任期屆滿，沒有角逐連任 |
| 李國麟   | 1959年8月14日－             | 3  | 2004年10月1日－2008年9月30日  | 功能界別 | 衛生服務界             | 任期屆滿，於同一界別成功連任 |
| 李國麟   | 1959年8月14日－             | 4  | 2008年10月1日－2012年9月30日  | 功能界別 | 衛生服務界             | 任期屆滿，於同一界別成功連任 |
| 李國麟   | 1959年8月14日－             | 5  | 2012年10月1日－2016年9月30日  | 功能界別 | 衛生服務界             | 任期屆滿，於同一界別成功連任 |
| 李國麟   | 1959年8月14日－             | 6  | 2016年10月1日－2020年11月30日 | 功能界別 | 衛生服務界             | 因不滿人大常委會對立法會議員規定而自行辭任議員職務 |
| 林偉強   | 1949年2月27日－             | 3  | 2004年10月1日－2008年9月30日  | 功能界別 | 鄉議局                 | 任期屆滿，於區議會功能界別角逐連任失敗 |
| 林健鋒   | 1951年10月23日－            | 3  | 2004年10月1日－2008年9月30日  | 功能界別 | 商界（第一）           | 任期屆滿，於同一界別成功連任 |
| 林健鋒   | 1951年10月23日－            | 4  | 2008年10月1日－2012年9月30日  | 功能界別 | 商界（第一）           | 任期屆滿，於同一界別成功連任 |
| 林健鋒   | 1951年10月23日－            | 5  | 2012年10月1日－2016年9月30日  | 功能界別 | 商界（第一）           | 任期屆滿，於同一界別成功連任 |
| 林健鋒   | 1951年10月23日－            | 6  | 2016年10月1日－2021年12月31日 | 功能界別 | 商界（第一）           | 任期屆滿，於同一界別成功連任 |
| 林健鋒   | 1951年10月23日－            | 7  | 2022年1月1日－2025年12月31日  | 功能界別 | 商界（第一）           | 現任議員 |
| 馬力     | 1952年2月23日－2007年8月8日 | 3  | 2004年10月1日－2007年8月8日   | 地方選區 | 香港島                 | 於任內病逝，議席由陳方安生補上 |
| 梁君彥   | 1951年2月24日－             | 3  | 2004年10月1日－2008年9月30日  | 功能界別 | 工業界（第一）         | 任期屆滿，於同一界別成功連任 |
| 梁君彥   | 1951年2月24日－             | 4  | 2008年10月1日－2012年9月30日  | 功能界別 | 工業界（第一）         | 任期屆滿，於同一界別成功連任 |
| 梁君彥   | 1951年2月24日－             | 5  | 2012年10月1日－2016年9月30日  | 功能界別 | 工業界（第一）         | 任期屆滿，於同一界別成功連任 |
| 梁君彥   | 1951年2月24日－             | 6  | 2016年10月1日－2021年12月31日 | 功能界別 | 工業界（第一）         | 任期屆滿，於同一界別成功連任 |
| 梁君彥   | 1951年2月24日－             | 7  | 2022年1月1日－2025年12月31日  | 功能界別 | 工業界（第一）         | 現任議員 |
| 梁家傑   | 1958年2月22日－             | 3  | 2004年10月1日－2008年9月30日  | 地方選區 | 九龍東                 | 任期屆滿，於同一選區成功連任 |
| 梁家傑   | 1958年2月22日－             | 4  | 2008年10月1日－2010年1月29日  | 地方選區 | 九龍東                 | 參與五區總辭而自行辭去議員職務；議席由其本人經補選補上 |
| 梁家傑   | 1958年2月22日－             | 4  | 2010年5月17日－2012年9月30日  | 地方選區 | 九龍東                 | 任期屆滿，於同一選區成功連任 |
| 梁家傑   | 1958年2月22日－             | 5  | 2012年10月1日－2016年9月30日  | 地方選區 | 九龍東                 | 任期屆滿，於同一選區角逐連任失敗（名單次位） |
| 梁國雄   | 1956年3月27日－             | 3  | 2004年10月1日－2008年9月30日  | 地方選區 | 新界東                 | 任期屆滿，於同一選區成功連任 |
| 梁國雄   | 1956年3月27日－             | 4  | 2008年10月1日－2010年1月28日  | 地方選區 | 新界東                 | 參與五區總辭而自行辭去議員職務；議席由其本人經補選補上 |
| 梁國雄   | 1956年3月27日－             | 4  | 2010年5月17日－2012年9月30日  | 地方選區 | 新界東                 | 任期屆滿，於同一選區成功連任 |
| 梁國雄   | 1956年3月27日－             | 5  | 2012年10月1日－2016年9月30日  | 地方選區 | 新界東                 | 任期屆滿，於同一選區成功連任 |
| 梁國雄   | 1956年3月27日－             | 6  | 2016年10月1日－2016年10月12日 | 地方選區 | 新界東                 | 因宣誓時違反《基本法》104條以致被法庭裁定宣誓無效而取消資格；因上訴程序未能於第六屆立法會任期完結前完成故沒有補選 |
| 郭家麒   | 1961年7月20日－             | 3  | 2004年10月1日－2008年9月30日  | 功能界別 | 醫學界                 | 任期屆滿，於同一界別角逐連任失敗 |
| 郭家麒   | 1961年7月20日－             | 5  | 2012年10月1日－2016年9月30日  | 地方選區 | 新界西                 | 任期屆滿，於同一選區成功連任 |
| 郭家麒   | 1961年7月20日－             | 6  | 2016年10月1日－2020年7月30日  | 地方選區 | 新界西                 | 因依法認定宣揚或者支持「港獨」主張、拒絕承認國家對香港擁有並行使主權、尋求外國或者境外勢力干預香港特別行政區事務，或者具有其他危害國家安全等行為，不符合擁護中華人民共和國香港特別行政區基本法、效忠中華人民共和國香港特別行政區的法定要求和條件，而喪失立法會議員的資格 |
| 張超雄   | 1957年2月23日－             | 3  | 2004年10月1日－2008年9月30日  | 功能界別 | 社會福利界             | 任期屆滿，於新界西地方選區角逐連任失敗 |
| 張超雄   | 1957年2月23日－             | 5  | 2012年10月1日－2016年9月30日  | 地方選區 | 新界東                 | 任期屆滿，於同一選區成功連任 |
| 張超雄   | 1957年2月23日－             | 6  | 2016年10月1日－2021年11月30日 | 地方選區 | 新界東                 | 因不滿人大常委會對立法會議員規定而自行辭任議員職務 |
| 張學明   | 1952年7月3日－              | 3  | 2004年10月1日－2008年9月30日  | 地方選區 | 新界西                 | 任期屆滿，於同一選區成功連任 |
| 張學明   | 1952年7月3日－              | 4  | 2008年10月1日－2012年9月30日  | 地方選區 | 新界西                 | 任期屆滿，沒有角逐連任 |
| 黃定光   | 1949年9月12日－             | 3  | 2004年10月1日－2008年9月30日  | 功能界別 | 進出口界               | 任期屆滿，於同一界別成功連任 |
| 黃定光   | 1949年9月12日－             | 4  | 2008年10月1日－2012年9月30日  | 功能界別 | 進出口界               | 任期屆滿，於同一界別成功連任 |
| 黃定光   | 1949年9月12日－             | 5  | 2012年10月1日－2016年9月30日  | 功能界別 | 進出口界               | 任期屆滿，於同一界別成功連任 |
| 黃定光   | 1949年9月12日－             | 6  | 2016年10月1日－2021年12月31日 | 功能界別 | 進出口界               | 任期屆滿，沒有角逐連任 |
| 湯家驊   | 1950年8月28日－             | 3  | 2004年10月1日－2008年9月30日  | 地方選區 | 新界東                 | 任期屆滿，於同一選區成功連任 |
| 湯家驊   | 1950年8月28日－             | 4  | 2008年10月1日－2012年9月30日  | 地方選區 | 新界東                 | 任期屆滿，於同一選區成功連任 |
| 湯家驊   | 1950年8月28日－             | 5  | 2012年10月1日－2015年9月30日  | 地方選區 | 新界東                 | 於2017年行政長官選舉辦法表決後退出公民黨，並宣布10月辭去議員職務，議席由楊岳橋補上 |
| 劉秀成   | 1944年6月1日－              | 3  | 2004年10月1日－2008年9月30日  | 功能界別 | 建築、測量及都市規劃界 | 任期屆滿，於同一界別成功連任 |
| 劉秀成   | 1944年6月1日－              | 4  | 2008年10月1日－2012年9月30日  | 功能界別 | 建築、測量及都市規劃界 | 任期屆滿，於同一界別角逐連任失敗 |
| 鄭經翰   | 1946年7月3日－              | 3  | 2004年10月1日－2008年9月30日  | 地方選區 | 九龍東                 | 任期屆滿，沒有角逐連任 |
| 鄺志堅   | 1958年2月15日－             | 3  | 2004年10月1日－2008年9月30日  | 功能界別 | 勞工界                 | 任期屆滿，沒有角逐連任 |
| 譚香文   | 1957年6月8日－              | 3  | 2004年10月1日－2008年9月30日  | 功能界別 | 會計界                 | 任期屆滿，於同一界別角逐連任失敗 |
| 陳方安生 | 1940年1月17日－             | 3  | 2007年12月3日－2008年9月30日  | 地方選區 | 香港島                 | 循補選補上因馬力病逝所留下的空缺；任期屆滿，沒有角逐連任 |

### 於第四屆首次進入立法會的議員
第四屆立法會任期為2008年10月1日至2012年9月30日，共有17位首次當選的議員。這17位議員當中，有6位是現任議員。
| 議員     | 生卒             | 屆                            | 任期                          | 席位           | 選區／界別                     | 備註 |
| -------- | ---------------- | ----------------------------- | ----------------------------- | -------------- | ------------------------------ | --- |
| 甘乃威   | 1960年11月1日－  | 4                             | 2008年10月1日－2012年9月30日  | 地方選區       | 香港島                         | 任期屆滿，沒有角逐連任 |
|          | 1974年3月13日    | 4                             | 2008年10月1日－2012年9月30日  | 地方選區       | 九龍西                         | 任期屆滿，於區議會（第二）功能界別成功連任 |
| 5        | 1974年3月13日    | 2012年10月1日－2016年9月30日  | 功能界別                      | 區議會（第二） | 任期屆滿，於同一界別成功連任   | |
| 6        | 1974年3月13日    | 2016年10月1日－2021年12月31日 | 功能界別                      | 區議會（第二） | 任期屆滿，於九龍中選區成功連任 | |
| 7        | 1974年3月13日    | 2022年1月1日－2025年12月31日  | 地方選區                      | 九龍中         | 現任議員                       | |
| 林大輝   | 1959年11月22日－ | 4                             | 2008年10月1日－2012年9月30日  | 功能界別       | 工業界（第二）                 | 任期屆滿，於同一界別成功連任 |
| 林大輝   | 1959年11月22日－ | 5                             | 2012年10月1日－2016年9月30日  | 功能界別       | 工業界（第二）                 | 任期屆滿，沒有角逐連任 |
| 陳克勤   | 1976年4月24日－  | 4                             | 2008年10月1日－2012年9月30日  | 地方選區       | 新界東                         | 任期屆滿，於同一選區成功連任 |
| 陳克勤   | 1976年4月24日－  | 5                             | 2012年10月1日－2016年9月30日  | 地方選區       | 新界東                         | 任期屆滿，於同一選區成功連任 |
| 陳克勤   | 1976年4月24日－  | 6                             | 2016年10月1日－2021年12月31日 | 地方選區       | 新界東                         | 任期屆滿，於新界東北選區成功連任 |
| 陳克勤   | 1976年4月24日－  | 7                             | 2022年1月1日－2025年12月31日  | 地方選區       | 新界東北                       | 現任議員 |
| 陳茂波   | 1955年3月18日－  | 4                             | 2008年10月1日－2012年7月28日  | 功能界別       | 會計界                         | 因出任發展局局長而辭去立法會議員職務；此項任命在立法會換屆選舉提名期間發生，故不需補選                                                                                        |
| 陳健波   | 1954年5月10日－  | 4                             | 2008年10月1日－2012年9月30日  | 功能界別       | 保險界                         | 任期屆滿，於同一界別成功連任 |
| 陳健波   | 1954年5月10日－  | 5                             | 2012年10月1日－2016年9月30日  | 功能界別       | 保險界                         | 任期屆滿，於同一界別成功連任 |
| 陳健波   | 1954年5月10日－  | 6                             | 2016年10月1日－2021年12月31日 | 功能界別       | 保險界                         | 任期屆滿，於同一界別成功連任 |
| 陳健波   | 1954年5月10日－  | 7                             | 2022年1月1日－2025年12月31日  | 功能界別       | 保險界                         | 現任議員 |
| 陳淑莊   | 1971年9月14日－  | 4                             | 2008年10月1日－2010年1月28日  | 地方選區       | 香港島                         | 參與五區總辭而自行辭去議員職務；議席由其本人經補選補上 |
| 陳淑莊   | 1971年9月14日－  | 4                             | 2010年5月17日－2012年9月30日  | 地方選區       | 香港島                         | 任期屆滿，於同一選區角逐連任失敗（名單次位） |
| 陳淑莊   | 1971年9月14日－  | 6                             | 2016年10月1日－2020年9月30日  | 地方選區       | 香港島                         | 因個人原因及不接受延任一年安排而離任議員職務；由於離任於第六屆立法會延任發生，政府基於新型冠狀病毒的公共衛生風險而不安排補選；另外因佔中案被判刑入獄8個月，失去來屆參選的資格 |
| 梁美芬   | 1960年11月18日－ | 4                             | 2008年10月1日－2012年9月30日  | 地方選區       | 九龍西                         | 任期屆滿，於同一選區成功連任 |
| 梁美芬   | 1960年11月18日－ | 5                             | 2012年10月1日－2016年9月30日  | 地方選區       | 九龍西                         | 任期屆滿，於同一選區成功連任 |
| 梁美芬   | 1960年11月18日－ | 6                             | 2016年10月1日－2021年12月31日 | 地方選區       | 九龍西                         | 任期屆滿，於選舉委員會界別成功連任 |
| 梁美芬   | 1960年11月18日－ | 7                             | 2022年1月1日－2025年12月31日  | 選舉委員會界別 | 選舉委員會界別                 | 現任議員 |
| 梁家騮   | 1962年－         | 4                             | 2008年10月1日－2012年9月30日  | 功能界別       | 醫學界                         | 任期屆滿，於同一界別成功連任 |
| 梁家騮   | 1962年－         | 5                             | 2012年10月1日－2016年9月30日  | 功能界別       | 醫學界                         | 任期屆滿，沒有角逐連任 |
| 張國柱   | 1951年11月8日－  | 4                             | 2008年10月1日－2012年9月30日  | 功能界別       | 社會福利界                     | 任期屆滿，於同一界別成功連任 |
| 張國柱   | 1951年11月8日－  | 5                             | 2012年10月1日－2016年9月30日  | 功能界別       | 社會福利界                     | 任期屆滿，沒有角逐連任 |
| 黃國健   | 1952年5月－      | 4                             | 2008年10月1日－2012年9月30日  | 地方選區       | 九龍東                         | 任期屆滿，於同一選區成功連任 |
| 黃國健   | 1952年5月－      | 5                             | 2012年10月1日－2016年9月30日  | 地方選區       | 九龍東                         | 任期屆滿，於同一選區成功連任 |
| 黃國健   | 1952年5月－      | 6                             | 2016年10月1日－2021年12月31日 | 地方選區       | 九龍東                         | 任期屆滿，沒有角逐連任 |
| 黃毓民   | 1951年10月1日－  | 4                             | 2008年10月1日－2010年1月28日  | 地方選區       | 九龍西                         | 參與五區總辭而自行辭去議員職務；議席由其本人經補選補上 |
| 黃毓民   | 1951年10月1日－  | 4                             | 2010年5月17日－2012年9月30日  | 地方選區       | 九龍西                         | 任期屆滿，於同一選區成功連任 |
| 黃毓民   | 1951年10月1日－  | 5                             | 2012年10月1日－2016年9月30日  | 地方選區       | 九龍西                         | 任期屆滿，於同一選區角逐連任失敗 |
| 葉偉明   | 1965年10月18日－ | 4                             | 2008年10月1日－2012年9月30日  | 功能界別       | 勞工界                         | 任期屆滿，於新界東地方選區角逐連任失敗 |
| 葉劉淑儀 | 1950年8月24日－  | 4                             | 2008年10月1日－2012年9月30日  | 地方選區       | 香港島                         | 任期屆滿，於同一選區成功連任 |
| 葉劉淑儀 | 1950年8月24日－  | 5                             | 2012年10月1日－2016年9月30日  | 地方選區       | 香港島                         | 任期屆滿，於同一選區成功連任 |
| 葉劉淑儀 | 1950年8月24日－  | 6                             | 2016年10月1日－2021年12月31日 | 地方選區       | 香港島                         | 任期屆滿，於香港島西選區成功連任 |
| 葉劉淑儀 | 1950年8月24日－  | 7                             | 2022年1月1日－2025年12月31日  | 地方選區       | 香港島西                       | 現任議員 |
| 潘佩璆   | 1955年11月9日－  | 4                             | 2008年10月1日－2012年9月30日  | 功能界別       | 勞工界                         | 任期屆滿，於香港島地方選區角逐連任失敗（名單次位） |
| 謝偉俊   | 1959年1月21日－  | 4                             | 2008年10月1日－2012年9月30日  | 功能界別       | 旅遊界                         | 任期屆滿，於九龍東地方選區成功連任 |
| 謝偉俊   | 1959年1月21日－  | 5                             | 2012年10月1日－2016年9月30日  | 地方選區       | 九龍東                         | 任期屆滿，於同一選區成功連任 |
| 謝偉俊   | 1959年1月21日－  | 6                             | 2016年10月1日－2021年12月31日 | 地方選區       | 九龍東                         | 任期屆滿，於選舉委員會界別成功連任 |
| 謝偉俊   | 1959年1月21日－  | 7                             | 2022年1月1日－2025年12月31日  | 選舉委員會界別 | 選舉委員會界別                 | 現任議員 |
| 譚偉豪   | 1964年2月26日－  | 4                             | 2008年10月1日－2012年9月30日  | 功能界別       | 資訊科技界                     | 任期屆滿，於同一界別角逐連任失敗 |

### 於第五屆首次進入立法會的議員
第五屆立法會任期為2012年10月1日至2016年9月30日，共有29位首次當選的議員，當中1名（楊岳橋）是由補選產生，這29位議員當中，有10位是現任議員。
| 議員   | 生卒             | 屆 | 任期                          | 席位           | 選區／界別                   | 備註 |
| ------ | ---------------- | -- | ----------------------------- | -------------- | ---------------------------- | --- |
| 毛孟靜 | 1957年1月18日－  | 5  | 2012年10月1日－2016年9月30日  | 地方選區       | 九龍西                       | 任期屆滿，於同一選區成功連任 |
| 毛孟靜 | 1957年1月18日－  | 6  | 2016年10月1日－2020年11月12日 | 地方選區       | 九龍西                       | 因不滿人大常委會對立法會議員規定而自行辭任議員職務 |
| 田北辰 | 1950年8月26日－  | 5  | 2012年10月1日－2016年9月30日  | 地方選區       | 新界西                       | 任期屆滿，於同一選區角逐連任 |
| 田北辰 | 1950年8月26日－  | 6  | 2016年10月1日－2021年12月31日 | 地方選區       | 新界西                       | 任期屆滿，於新界西北選區成功連任 |
| 田北辰 | 1950年8月26日－  | 7  | 2022年1月1日－2025年12月31日  | 地方選區       | 新界西北                     | 現任議員 |
| 何俊賢 | 1979年11月30日－ | 5  | 2012年10月1日－2016年9月30日  | 功能界別       | 漁農界                       | 任期屆滿，於同一界別成功連任 |
| 何俊賢 | 1979年11月30日－ | 6  | 2016年10月1日－2021年12月31日 | 功能界別       | 漁農界                       | 任期屆滿，於同一界別成功連任 |
| 何俊賢 | 1979年11月30日－ | 7  | 2022年1月1日－2025年12月31日  | 功能界別       | 漁農界                       | 現任議員 |
| 易志明 | 1953年－         | 5  | 2012年10月1日－2016年9月30日  | 功能界別       | 航運交通界                   | 任期屆滿，於同一界別成功連任 |
| 易志明 | 1953年－         | 6  | 2016年10月1日－2021年12月31日 | 功能界別       | 航運交通界                   | 任期屆滿，於同一界別成功連任 |
| 易志明 | 1953年－         | 7  | 2022年1月1日－2025年12月31日  | 功能界別       | 航運交通界                   | 現任議員 |
| 胡志偉 | 1962年10月18日－ | 5  | 2012年10月1日－2016年9月30日  | 地方選區       | 九龍東                       | 任期屆滿，於同一選區成功連任 |
| 胡志偉 | 1962年10月18日－ | 6  | 2016年10月1日－2020年11月30日 | 地方選區       | 九龍東                       | 因不滿人大常委會對立法會議員規定而自行辭任議員職務 |
| 姚思榮 | 1952年           | 5  | 2012年10月1日－2016年9月30日  | 功能界別       | 旅遊界                       | 任期屆滿，於同一界別成功連任 |
| 姚思榮 | 1952年           | 6  | 2016年10月1日－2021年12月31日 | 功能界別       | 旅遊界                       | 任期屆滿，沒有角逐連任 |
| 范國威 | 1966年10月30日－ | 5  | 2012年10月1日－2016年9月30日  | 地方選區       | 新界東                       | 任期屆滿，於同一選區角逐連任失敗 |
| 范國威 | 1966年10月30日－ | 6  | 2018年3月12日－2019年12月17日 | 地方選區       | 新界東                       | 循補選補上因梁頌恆宣誓無效被取消資格所留下的空缺，後因補選程序公義問題而被法庭裁定當選無效 |
| 莫乃光 | 1964年10月25日－ | 5  | 2012年10月1日－2016年9月30日  | 功能界別       | 資訊科技界                   | 任期屆滿，於同一界別成功連任 |
| 莫乃光 | 1964年10月25日－ | 6  | 2016年10月1日－2020年11月30日 | 功能界別       | 資訊科技界                   | 因不滿人大常委會對立法會議員規定而自行辭任議員職務 |
| 陳志全 | 1972年4月16日－  | 5  | 2012年10月1日－2016年9月30日  | 地方選區       | 新界東                       | 任期屆滿，於同一選區成功連任 |
| 陳志全 | 1972年4月16日－  | 6  | 2016年10月1日－2020年9月30日  | 地方選區       | 新界東                       | 因認為其任期屆滿及不接受延任一年安排而離任議員職務；由於離任於第六屆立法會延任發生，政府基於新型冠狀病毒的公共衛生風險而不安排補選 |
| 陳鑌   | 1975年－         | 5  | 2012年10月1日－2016年9月30日  | 地方選區       | 新界西                       | 任期屆滿，於同一選區成功連任 |
| 陳鑌   | 1975年－         | 6  | 2016年10月1日－2021年12月31日 | 地方選區       | 新界西                       | 任期屆滿，於新界西南選區成功連任 |
| 陳鑌   | 1975年－         | 7  | 2022年1月1日－2025年12月31日  | 地方選區       | 新界西南                     | 現任議員 |
| 陳家洛 | 1968年6月12日－  | 5  | 2012年10月1日－2016年9月30日  | 地方選區       | 香港島                       | 任期屆滿，沒有角逐連任 |
| 梁志祥 | 1957年12月3日－  | 5  | 2012年10月1日－2016年9月30日  | 地方選區       | 新界西                       | 任期屆滿，於同一選區成功連任 |
| 梁志祥 | 1957年12月3日－  | 6  | 2016年10月1日－2021年12月31日 | 地方選區       | 新界西                       | 任期屆滿，沒有角逐連任 |
| 梁繼昌 | 1962年－         | 5  | 2012年10月1日－2016年9月30日  | 功能界別       | 會計界                       | 任期屆滿，於同一界別成功連任 |
| 梁繼昌 | 1962年－         | 6  | 2016年10月1日－2020年7月30日  | 功能界別       | 會計界                       | 因依法認定宣揚或者支持「港獨」主張、拒絕承認國家對香港擁有並行使主權、尋求外國或者境外勢力干預香港特別行政區事務，或者具有其他危害國家安全等行為，不符合擁護中華人民共和國香港特別行政區基本法、效忠中華人民共和國香港特別行政區的法定要求和條件，而喪失立法會議員的資格 |
| 麥美娟 | 1971年－         | 5  | 2012年10月1日－2016年9月30日  | 地方選區       | 新界西                       | 任期屆滿，於同一選區成功連任 |
| 麥美娟 | 1971年－         | 6  | 2016年10月1日－2021年12月31日 | 地方選區       | 新界西                       | 任期屆滿，於選舉委員會界別成功連任 |
| 麥美娟 | 1971年－         | 7  | 2022年1月1日－2022年6月18日   | 選舉委員會界別 | 選舉委員會界別               | 因出任民政及青年事務局長而辭去立法會議員職務 |
| 郭偉   | 1978年－         | 5  | 2012年10月1日－2016年9月30日  | 功能界別       | 勞工界                       | 任期屆滿，於香港島地方選區成功連任 |
| 郭偉   | 1978年－         | 6  | 2016年10月1日－2021年12月31日 | 地方選區       | 香港島                       | 任期屆滿，於勞工界功能界別成功連任 |
| 郭偉   | 1978年－         | 7  | 2022年1月1日－2025年12月31日  | 功能界別       | 勞工界                       | 現任議員 |
| 郭榮鏗 | 1978年4月15日－  | 5  | 2012年10月1日－2016年9月30日  | 功能界別       | 法律界                       | 任期屆滿，於同一界別成功連任 |
| 郭榮鏗 | 1978年4月15日－  | 6  | 2016年10月1日－2020年7月30日  | 功能界別       | 法律界                       | 因依法認定宣揚或者支持「港獨」主張、拒絕承認國家對香港擁有並行使主權、尋求外國或者境外勢力干預香港特別行政區事務，或者具有其他危害國家安全等行為，不符合擁護中華人民共和國香港特別行政區基本法、效忠中華人民共和國香港特別行政區的法定要求和條件，而喪失立法會議員的資格 |
| 張華峰 | 1952年5月－      | 5  | 2012年10月1日－2016年9月30日  | 功能界別       | 金融服務界                   | 任期屆滿，於同一界別成功連任 |
| 張華峰 | 1952年5月－      | 6  | 2016年10月1日－2021年12月31日 | 功能界別       | 金融服務界                   | 任期屆滿，於同一界別角逐連任失敗 |
| 黃碧雲 | 1959年3月21日－  | 5  | 2012年10月1日－2016年9月30日  | 地方選區       | 九龍西                       | 任期屆滿，於同一選區成功連任 |
| 黃碧雲 | 1959年3月21日－  | 6  | 2016年10月1日－2020年11月30日 | 地方選區       | 九龍西                       | 因不滿人大常委會對立法會議員規定而自行辭任議員職務 |
| 葉建源 | 1961年－         | 5  | 2012年10月1日－2016年9月30日  | 功能界別       | 教育界                       | 任期屆滿，於同一界別成功連任 |
| 葉建源 | 1961年－         | 6  | 2016年10月1日－2020年11月30日 | 功能界別       | 教育界                       | 因不滿人大常委會對立法會議員規定而自行辭任議員職務 |
| 葛珮帆 | 1967年12月23日－ | 5  | 2012年10月1日－2016年9月30日  | 地方選區       | 新界東                       | 任期屆滿，於同一選區成功連任 |
| 葛珮帆 | 1967年12月23日－ | 6  | 2016年10月1日－2021年12月31日 | 地方選區       | 新界東                       | 任期屆滿，於選舉委員會界別成功連任 |
| 葛珮帆 | 1967年12月23日－ | 7  | 2022年1月1日－2025年12月31日  | 選舉委員會界別 | 選舉委員會界別               | 現任議員 |
| 廖長江 | 1957年－         | 5  | 2012年10月1日－2016年9月30日  | 功能界別       | 商界（第二）                 | 任期屆滿，於同一界別成功連任 |
| 廖長江 | 1957年－         | 6  | 2016年10月1日－2021年12月31日 | 功能界別       | 商界（第二）                 | 任期屆滿，於同一界別成功連任 |
| 廖長江 | 1957年－         | 7  | 2022年1月1日－2025年12月31日  | 功能界別       | 商界（第二）                 | 現任議員 |
| 潘兆平 | 1957年－         | 5  | 2012年10月1日－2016年9月30日  | 功能界別       | 勞工界                       | 任期屆滿，於同一界別成功連任 |
| 潘兆平 | 1957年－         | 6  | 2016年10月1日－2021年12月31日 | 功能界別       | 勞工界                       | 任期屆滿，沒有角逐連任 |
| 鄧家彪 | 1979年－         | 5  | 2012年10月1日－2016年9月30日  | 功能界別       | 勞工界                       | 任期屆滿，於新界東地方選區角逐連任失敗 |
| 鄧家彪 | 1979年－         | 7  | 2022年1月1日－2025年12月31日  | 地方選區       | 九龍東                       | 現任議員 |
| 蔣麗芸 | 1955年5月16日－  | 5  | 2012年10月1日－2016年9月30日  | 地方選區       | 九龍西                       | 任期屆滿，於同一選區成功連任 |
| 蔣麗芸 | 1955年5月16日－  | 6  | 2016年10月1日－2021年12月31日 | 地方選區       | 九龍西                       | 任期屆滿，沒有角逐連任 |
| 盧偉國 | 1953年－         | 5  | 2012年10月1日－2016年9月30日  | 功能界別       | 工程界                       | 任期屆滿，於同一界別成功連任 |
| 盧偉國 | 1953年－         | 6  | 2016年10月1日－2021年12月31日 | 功能界別       | 工程界                       | 任期屆滿，於同一界別成功連任 |
| 盧偉國 | 1953年－         | 7  | 2022年1月1日－2025年12月31日  | 功能界別       | 工程界                       | 現任議員 |
| 鍾國斌 | 1963年11月4日－  | 5  | 2012年10月1日－2016年9月30日  | 功能界別       | 紡織及製衣界                 | 任期屆滿，於同一界別成功連任 |
| 鍾國斌 | 1963年11月4日－  | 6  | 2016年10月1日－2021年12月31日 | 功能界別       | 紡織及製衣界                 | 任期屆滿，於同一界別角逐連任失敗 |
| 鍾樹根 | 1957年3月31日－  | 5  | 2012年10月1日－2016年9月30日  | 地方選區       | 香港島                       | 任期屆滿，於同一選區角逐連任失敗（名單次位） |
| 謝偉銓 | 1954年10月27日－ | 5  | 2012年10月1日－2016年9月30日  | 功能界別       | 建築、測量及都市規劃界       | 任期屆滿，於同一界別角逐連任失敗 |
| 謝偉銓 | 1954年10月27日－ | 6  | 2018年3月12日－2021年12月31日 | 功能界別       | 建築、測量、都市規劃及園境界 | 循補選補上因姚松炎宣誓無效被取消資格所留下的空缺，任期屆滿，於同一界別成功連任 |
| 謝偉銓 | 1954年10月27日－ | 7  | 2022年1月1日－2025年12月31日  | 功能界別       | 建築、測量、都市規劃及園境界 | 現任議員 |
| 楊岳橋 | 1981年6月5日－   | 5  | 2016年2月29日－2016年9月30日  | 地方選區       | 新界東                       | 循補選補上因湯家驊辭職所留下的空缺，任期屆滿，於同一選區成功連任 |
| 楊岳橋 | 1981年6月5日－   | 6  | 2016年10月1日－2020年7月30日  | 地方選區       | 新界東                       | 因依法認定宣揚或者支持「港獨」主張、拒絕承認國家對香港擁有並行使主權、尋求外國或者境外勢力干預香港特別行政區事務，或者具有其他危害國家安全等行為，不符合擁護中華人民共和國香港特別行政區基本法、效忠中華人民共和國香港特別行政區的法定要求和條件，而喪失立法會議員的資格 |

### 於第六屆首次進入立法會的議員
第六屆立法會任期為2016年10月1日至2021年12月31日，共有29位首次當選議員，當中3名（區諾軒、鄭泳舜、陳凱欣）是由補選產生，有11位為現任議員。
| 議員   | 生卒                       | 屆 | 任期                          | 席位           | 選區／界別                   | 備註 |
| ------ | -------------------------- | -- | ----------------------------- | -------------- | ---------------------------- | --- |
| 尹兆堅 | 1969年6月7日-              | 6  | 2016年10月1日－2020年11月30日 | 地區直選       | 新界西                       | 因不滿人大常委會對立法會議員規定而自行辭任議員職務                                                                                 |
| 朱凱廸 | 1977年9月29日-             | 6  | 2016年10月1日－2020年9月30日  | 地區直選       | 新界西                       | 因認為其任期屆滿及不接受延任一年安排而離任議員職務；由於離任於第六屆立法會延任發生，政府基於新型冠狀病毒的公共衛生風險而不安排補選 |
| 吳永嘉 | 1969年6月1日 -             | 6  | 2016年10月1日－2021年12月31日 | 功能界別       | 工業界（第二）               | 任期屆滿，於同一界別成功連任 |
| 吳永嘉 | 1969年6月1日 -             | 7  | 2022年1月1日－2025年12月31日  | 功能界別       | 工業界（第二）               | 現任議員 |
| 何君堯 | 1962年6月4日-              | 6  | 2016年10月1日－2021年12月31日 | 地區直選       | 新界西                       | 任期屆滿，於選舉委員會界別成功連任                                                                                                 |
| 何君堯 | 1962年6月4日-              | 7  | 2022年1月1日－2025年12月31日  | 選舉委員會界別 | 選舉委員會界別               | 現任議員 |
| 何啟明 | 1985年1月6日-              | 6  | 2016年10月1日－2020年5月31日  | 功能界別       | 勞工界                       | 因出任勞工及福利局副局長而辭去立法會議員職務；此項任命在2020年立法會換屆選舉提名後發生，故不需補選                                 |
| 林卓廷 | 1977年6月13日-             | 6  | 2016年10月1日－2020年11月30日 | 地區直選       | 新界東                       | 因不滿人大常委會對立法會議員規定而自行辭任議員職務                                                                                 |
| 周浩鼎 | 1979年6月7日-              | 6  | 2016年10月1日－2021年12月31日 | 功能界別       | 區議會（第二）               | 任期屆滿，於新界西北地方選區成功連任                                                                                               |
| 周浩鼎 | 1979年6月7日-              | 7  | 2022年1月1日－2025年12月31日  | 地區直選       | 新界西北                     | 現任議員 |
| 邵家輝 | 1970年4月22日-             | 6  | 2016年10月1日－2021年12月31日 | 功能界別       | 批發及零售界                 | 任期屆滿，於同一界別成功連任 |
| 邵家輝 | 1970年4月22日-             | 7  | 2022年1月1日－2025年12月31日  | 功能界別       | 批發及零售界                 | 現任議員 |
| 邵家臻 | 1969年6月3日-2025年1月10日 | 6  | 2016年10月1日－2020年11月30日 | 功能界別       | 社會福利界                   | 因不滿人大常委會對立法會議員規定而自行辭任議員職務，因佔中案被判刑入獄8個月，失去來屆參選的資格                                    |
| 姚松炎 | 1964年7月19日              | 6  | 2016年10月1日－2016年10月12日 | 功能界別       | 建築、測量、都市規劃及園境界 | 因宣誓時違反《基本法》104條以致被法庭裁定宣誓無效而取消資格，議席由謝偉銓補上                                                      |
| 柯創盛 | 1973年7月9日-              | 6  | 2016年10月1日－2021年12月31日 | 地區直選       | 九龍東                       | 任期屆滿，沒有角逐連任 |
| 容海恩 | 1977年6月7日 -             | 6  | 2016年10月1日－2021年12月31日 | 地區直選       | 新界東                       | 任期屆滿，於選舉委員會界別成功連任                                                                                                 |
| 容海恩 | 1977年6月7日 -             | 7  | 2022年1月1日－2025年12月31日  | 選舉委員會界別 | 選舉委員會界別               | 現任議員 |
| 陳沛然 | 1976年8月18日-             | 6  | 2016年10月1日－2021年12月31日 | 功能界別       | 醫學界                       | 任期屆滿，沒有角逐連任 |
| 陳振英 | 1960年-                    | 6  | 2016年10月1日－2021年12月31日 | 功能界別       | 金融界                       | 任期屆滿，於同一界別成功連任 |
| 陳振英 | 1960年-                    | 7  | 2022年1月1日－2025年12月31日  | 功能界別       | 金融界                       | 現任議員 |
| 張國鈞 | 1976年6月30日-             | 6  | 2016年10月1日－2021年12月31日 | 地區直選       | 香港島                       | 任期屆滿，於選舉委員會界別成功連任                                                                                                 |
| 張國鈞 | 1976年6月30日-             | 7  | 2022年1月1日－2022年6月18日   | 選舉委員會界別 | 選舉委員會界別               | 因出任律政司副司長而辭去立法會議員職務                                                                                             |
| 許智峯 | 1982年6月8日-              | 6  | 2016年10月1日－2020年11月12日 | 地區直選       | 香港島                       | 因不滿人大常委會對立法會議員規定而自行辭任議員職務                                                                                 |
| 梁頌恆 | 1986年8月7日-              | 6  | 2016年10月1日－2016年10月12日 | 地區直選       | 新界東                       | 因宣誓時違反《基本法》104條以致被法庭裁定宣誓無效而取消資格，議席由范國威補上                                                      |
| 陸頌雄 | 1978年9月21日-             | 6  | 2016年10月1日－2021年12月31日 | 功能界別       | 勞工界                       | 任期屆滿，於選舉委員會界別成功連任                                                                                                 |
| 陸頌雄 | 1978年9月21日-             | 7  | 2022年1月1日－2025年12月31日  | 選舉委員會界別 | 選舉委員會界別               | 現任議員 |
| 游蕙禎 | 1991年5月6日 -             | 6  | 2016年10月1日－2016年10月12日 | 地區直選       | 九龍西                       | 因宣誓時違反《基本法》104條以致被法庭裁定宣誓無效而取消資格，議席由鄭泳舜補上                                                      |
| 劉小麗 | 1976年8月5日-              | 6  | 2016年10月1日－2016年10月12日 | 地區直選       | 九龍西                       | 因宣誓時違反《基本法》104條以致被法庭裁定宣誓無效而取消資格，議席由陳凱欣補上                                                      |
| 劉國勳 | 1981年6月28日-             | 6  | 2016年10月1日－2021年12月31日 | 功能界別       | 區議會（第一）               | 任期屆滿，於新界北地方選區成功連任                                                                                                 |
| 劉國勳 | 1981年6月28日-             | 7  | 2022年1月1日－2025年12月31日  | 地區直選       | 新界北                       | 現任議員 |
| 劉業強 | 1966年-                    | 6  | 2016年10月1日－2021年12月31日 | 功能界別       | 鄉議局                       | 任期屆滿，於同一界別成功連任 |
| 劉業強 | 1966年-                    | 7  | 2022年1月1日－2025年12月31日  | 功能界別       | 鄉議局                       | 現任議員 |
| 鄭松泰 | 1983年11月5日-             | 6  | 2016年10月1日－2021年8月26日  | 地區直選       | 新界西                       | 因依法尋求國安委意見，國安委再給予審查意見書，認同不符合《基本法》和效忠特區，而喪失立法會議員的資格                               |
| 鄺俊宇 | 1983年2月9日-              | 6  | 2016年10月1日－2020年11月30日 | 功能界別       | 區議會（第二）               | 因不滿人大常委會對立法會議員規定而自行辭任議員職務                                                                                 |
| 譚文豪 | 1975年6月13日-             | 6  | 2016年10月1日－2020年11月30日 | 地區直選       | 九龍東                       | 因不滿人大常委會對立法會議員規定而自行辭任議員職務                                                                                 |
| 羅冠聰 | 1993年7月13日-             | 6  | 2016年10月1日－2016年10月12日 | 地區直選       | 香港島                       | 因宣誓時違反《基本法》104條以致被法庭裁定宣誓無效而取消資格，議席由區諾軒補上                                                      |
| 區諾軒 | 1987年6月18日-             | 6  | 2018年3月12日－2019年12月17日 | 地區直選       | 香港島                       | 循補選補上因羅冠聰宣誓無效被取消資格所留下的空缺，後因補選程序公義問題而被法庭裁定當選無效                                         |
| 鄭泳舜 | 1979年7月18日-             | 6  | 2018年3月12日－2021年12月31日 | 地區直選       | 九龍西                       | 循補選補上因游蕙禎宣誓無效被取消資格所留下的空缺，任期屆滿，於同一選區成功連任                                                     |
| 鄭泳舜 | 1979年7月18日-             | 7  | 2022年1月1日－2025年12月31日  | 地區直選       | 九龍西                       | 現任議員 |
| 陳凱欣 | 1977年11月19日-            | 6  | 2018年11月26日－2020年9月18日 | 地區直選       | 九龍西                       | 循補選補上因劉小麗宣誓無效被取消資格所留下的空缺，後因補選程序公義問題而被法庭裁定當選無效                                         |
| 陳凱欣 | 1977年11月19日-            | 7  | 2022年1月1日－2025年12月31日  | 選舉委員會界別 | 選舉委員會界別               | 現任議員 |

### 於第七屆首次進入立法會的議員
第七屆立法會任期為2022年1月1日至2025年12月31日。共有60位首次當選議員，當中4名（何敬康、尚海龍、陳永光、黃錦輝）是由補選產生，有57位為現任議員。
| 議員   | 生卒             | 屆 | 任期                           | 席位           | 選區／界別                         | 備註                                         |
| ------ | ---------------- | -- | ------------------------------ | -------------- | ---------------------------------- | -------------------------------------------- |
| 江玉歡 | 1970年7月12日－  | 7  | 2022年1月1日－2025年12月31日   | 選舉委員會界別 | 選舉委員會界別                     | 現任議員                                     |
| 朱國強 |                  | 7  | 2022年1月1日－2025年12月31日   | 功能界別       | 教育界                             | 現任議員                                     |
| 李世榮 | 1983年8月12日－  | 7  | 2022年1月1日－2025年12月31日   | 地區直選       | 新界東南                           | 現任議員                                     |
| 李浩然 | 1978年－         | 7  | 2022年1月1日－2025年12月31日   | 選舉委員會界別 | 選舉委員會界別                     | 現任議員                                     |
| 李惟宏 | 1980年－         | 7  | 2022年1月1日－2025年12月31日   | 功能界別       | 金融服務界                         | 現任議員                                     |
| 李梓敬 | 1984年1月22日－  | 7  | 2022年1月1日－2025年12月31日   | 地區直選       | 新界東北                           | 現任議員                                     |
| 李鎮強 | 1976年8月22日－  | 7  | 2022年1月1日－2025年12月31日   | 選舉委員會界別 | 選舉委員會界別                     | 現任議員                                     |
| 狄志遠 | 1957年9月24日－  | 7  | 2022年1月1日－2025年12月31日   | 功能界別       | 社會福利界                         | 現任議員                                     |
| 吳秋北 | 1970年2月8日－   | 7  | 2022年1月1日－2025年12月31日   | 地區直選       | 香港島東                           | 現任議員                                     |
| 吳傑莊 | 1974年－         | 7  | 2022年1月1日－2025年12月31日   | 選舉委員會界別 | 選舉委員會界別                     | 現任議員                                     |
| 周小松 | 1970年－         | 7  | 2022年1月1日－2025年12月31日   | 功能界別       | 勞工界                             | 現任議員                                     |
| 周文港 |                  | 7  | 2022年1月1日－2025年12月31日   | 選舉委員會界別 | 選舉委員會界別                     | 現任議員                                     |
| 林哲玄 | 1966年－         | 7  | 2022年1月1日－2025年12月31日   | 功能界別       | 醫療衛生界                         | 現任議員                                     |
| 林振昇 | 1981年－         | 7  | 2022年1月1日－2025年12月31日   | 選舉委員會界別 | 選舉委員會界別                     | 現任議員                                     |
| 林素蔚 | 1987年12月31日－ | 7  | 2022年1月1日－2025年12月31日   | 地區直選       | 新界東南                           | 現任議員                                     |
| 林琳   | 1982年3月13日－  | 7  | 2022年1月1日－2025年12月31日   | 選舉委員會界別 | 選舉委員會界別                     | 現任議員                                     |
| 林智遠 | 1968年8月20日－  | 7  | 2022年1月1日－2022年6月18日    | 選舉委員會界別 | 選舉委員會界別                     | 因出任審計署署長而辭去立法會議員職務         |
| 林順潮 | 1960年－         | 7  | 2022年1月1日－2025年12月31日   | 選舉委員會界別 | 選舉委員會界別                     | 現任議員                                     |
| 林新強 | 1961年8月－      | 7  | 2022年1月1日－2025年12月31日   | 功能界別       | 法律界                             | 現任議員                                     |
| 林筱魯 | 1961年－         | 7  | 2022年1月1日－2025年12月31日   | 選舉委員會界別 | 選舉委員會界別                     | 現任議員                                     |
| 邱達根 | 1974年－         | 7  | 2022年1月1日－2025年12月31日   | 功能界別       | 科技創新界                         | 現任議員                                     |
| 姚柏良 | 1974年3月11日－  | 7  | 2022年1月1日－2025年12月31日   | 功能界別       | 旅遊界                             | 現任議員                                     |
| 洪雯   | 1975年－         | 7  | 2022年1月1日－2025年12月31日   | 選舉委員會界別 | 選舉委員會界別                     | 現任議員                                     |
| 孫東   | 1967年－         | 7  | 2022年1月1日－2022年6月18日    | 選舉委員會界別 | 選舉委員會界別                     | 因出任創新科技及工業局長而辭去立法會議員職務 |
| 梁子穎 | 1973年10月6日－  | 7  | 2022年1月1日－2025年12月31日   | 功能界別       | 勞工界                             | 現任議員                                     |
| 梁文廣 | 1984年8月3日－   | 7  | 2022年1月1日－2025年12月31日   | 地區直選       | 九龍西                             | 現任議員                                     |
| 梁 熙  | 1985年3月8日－   | 7  | 2022年1月1日－2025年12月31日   | 地區直選       | 香港島東                           | 現任議員                                     |
| 梁毓偉 | 1984年3月3日－   | 7  | 2022年1月1日－2025年12月31日   | 選舉委員會界別 | 選舉委員會界別                     | 現任議員                                     |
| 陳月明 | 1972年－         | 7  | 2022年1月1日－2025年12月31日   | 選舉委員會界別 | 選舉委員會界別                     | 現任議員                                     |
| 陳仲尼 | 1966年6月6日－   | 7  | 2022年1月1日－2025年12月31日   | 選舉委員會界別 | 選舉委員會界別                     | 現任議員                                     |
| 陳沛良 | 1959年－         | 7  | 2022年1月1日－2025年12月31日   | 選舉委員會界別 | 選舉委員會界別                     | 現任議員                                     |
| 陳 勇  | 1969年9月24日－  | 7  | 2022年1月1日－2025年12月31日   | 功能界別       | 港區人大政協及有關全國性團體代表界 | 現任議員                                     |
| 陳祖恒 | 1973年－         | 7  | 2022年1月1日－2025年12月31日   | 功能界別       | 紡織及製衣界                       | 現任議員                                     |
| 陳家珮 | 1980年4月4日－   | 7  | 2022年1月1日－2025年12月31日   | 選舉委員會界別 | 選舉委員會界別                     | 現任議員                                     |
| 陳曼琪 | 1969年2月3日－   | 7  | 2022年1月1日－2025年12月31日   | 選舉委員會界別 | 選舉委員會界別                     | 現任議員                                     |
| 陳紹雄 | 1958年－         | 7  | 2022年1月1日－2025年12月31日   | 選舉委員會界別 | 選舉委員會界別                     | 現任議員                                     |
| 陳穎欣 | 1990年12月1日－  | 7  | 2022年1月1日－2025年12月31日   | 地區直選       | 新界西南                           | 現任議員                                     |
| 陳學鋒 | 1976年－         | 7  | 2022年1月1日－2025年12月31日   | 地區直選       | 香港島西                           | 現任議員                                     |
| 張欣宇 | 1989年－         | 7  | 2022年1月1日－2025年12月31日   | 地區直選       | 新界北                             | 現任議員                                     |
| 郭玲麗 | 1979年4月20日－  | 7  | 2022年1月1日－2025年12月31日   | 選舉委員會界別 | 選舉委員會界別                     | 現任議員                                     |
| 陸瀚民 | 1983年12月3日－  | 7  | 2022年1月1日－2025年12月31日   | 選舉委員會界別 | 選舉委員會界別                     | 現任議員                                     |
| 黃元山 | 1975年12月22日－ | 7  | 2022年1月1日－2022年12月27日   | 選舉委員會界別 | 選舉委員會界別                     | 因出任特首政策組組長而辭去立法會議員職務     |
| 黃俊碩 | 1985年1月7日－   | 7  | 2022年1月1日－2025年12月31日   | 功能界別       | 會計界                             | 現任議員                                     |
| 黃國   | 1968年－         | 7  | 2022年1月1日－2025年12月31日   | 選舉委員會界別 | 選舉委員會界別                     | 現任議員                                     |
| 楊永   | 1982年－         | 7  | 2022年1月1日－2025年12月31日   | 地區直選       | 九龍中                             | 現任議員                                     |
| 管浩鳴 | 1965年2月12日－  | 7  | 2022年1月1日－2025年12月31日   | 選舉委員會界別 | 選舉委員會界別                     | 現任議員                                     |
| 鄧飛   |                  | 7  | 2022年1月1日－2025年12月31日   | 選舉委員會界別 | 選舉委員會界別                     | 現任議員                                     |
| 黎棟國 | 1951年11月12日－ | 7  | 2022年1月1日－2025年12月31日   | 選舉委員會界別 | 選舉委員會界別                     | 現任議員                                     |
| 劉智鵬 | 1960年－         | 7  | 2022年1月1日－2025年12月31日   | 選舉委員會界別 | 選舉委員會界別                     | 現任議員                                     |
| 霍啟剛 | 1979年7月2日－   | 7  | 2022年1月1日－2025年12月31日   | 功能界別       | 體育、演藝、文化及出版界           | 現任議員                                     |
| 龍漢標 | 1951年－         | 7  | 2022年1月1日－2025年12月31日   | 功能界別       | 地產及建造界                       | 現任議員                                     |
| 顏汶羽 | 1986年8月31日－  | 7  | 2022年1月1日－2025年12月31日   | 地區直選       | 九龍東                             | 現任議員                                     |
| 簡慧敏 | 1968年－         | 7  | 2022年1月1日－2025年12月31日   | 選舉委員會界別 | 選舉委員會界別                     | 現任議員                                     |
| 譚岳衡 | 1962年11月－     | 7  | 2022年1月1日－2025年12月31日   | 選舉委員會界別 | 選舉委員會界別                     | 現任議員                                     |
| 蘇長荣 |                  | 7  | 2022年1月1日－2025年12月31日   | 選舉委員會界別 | 選舉委員會界別                     | 現任議員                                     |
| 嚴 剛  | 1972年5月－      | 7  | 2022年1月1日－2025年12月31日   | 功能界別       | 商界（第三）                       | 現任議員                                     |
| 何敬康 |                  | 7  | 2022年12月19日－2025年12月31日 | 選舉委員會界別 | 選舉委員會界別                     | 現任議員                                     |
| 尚海龍 | 1982年－         | 7  | 2022年12月19日－2025年12月31日 | 選舉委員會界別 | 選舉委員會界別                     | 現任議員                                     |
| 陳永光 |                  | 7  | 2022年12月19日－2025年12月31日 | 選舉委員會界別 | 選舉委員會界別                     | 現任議員                                     |
| 黃錦輝 |                  | 7  | 2022年12月19日－2025年12月31日 | 選舉委員會界別 | 選舉委員會界別                     | 現任議員                                     |

## 立法會議席更替

### 香港島
| 立法會任期（屆） | 議席                                      | 議席              | 議席              | 議席              | 議席                       | 議席              | 議席              | 議席                           | 議席     | 議席              | 議席     | 議席     | 議席     | 議席     |
| ---------------- | ----------------------------------------- | ----------------- | ----------------- | ----------------- | -------------------------- | ----------------- | ----------------- | ------------------------------ | -------- | ----------------- | -------- | -------- | -------- | -------- |
| 1998-2000 第一屆 |                                           | 李柱銘 （民主黨） |                   | 楊 森 （民主黨）  |                            | 程介南 （民建聯） |                   | 陸恭蕙 （民權黨）              | 不設議席 | 不設議席          | 不設議席 | 不設議席 | 不設議席 | 不設議席 |
| 2000-2004 第二屆 |                                           | 李柱銘 （民主黨） | 何秀蘭 （前綫）   | 楊 森 （民主黨）  |                            | 程介南 （民建聯） | 蔡素玉 （民建聯） |                                |          |                   | 不設議席 | 不設議席 | 不設議席 | 不設議席 |
| 2000-2004 第二屆 | 余若薇 （獨立 → 四十五條關注組 → 公民黨） | 李柱銘 （民主黨） | 何秀蘭 （前綫）   | 楊 森 （民主黨）  |                            |                   | 蔡素玉 （民建聯） |                                |          |                   | 不設議席 | 不設議席 | 不設議席 | 不設議席 |
| 2004-2008 第三屆 |                                           | 李柱銘 （民主黨） |                   | 楊 森 （民主黨）  | 馬力 （民建聯）            |                   | 蔡素玉 （民建聯） | 范徐麗泰                       |          |                   |          |          | 不設議席 | 不設議席 |
| 2004-2008 第三屆 |                                           | 李柱銘 （民主黨） | 陳方安生          | 楊 森 （民主黨）  |                            |                   | 蔡素玉 （民建聯） | 范徐麗泰                       |          |                   |          |          | 不設議席 | 不設議席 |
| 2008-2012 第四屆 |                                           | 陳淑莊 （公民黨） | 甘乃威 （民主黨） |                   | 何秀蘭 （公民起動 → 工黨） | 曾鈺成 （民建聯） |                   | 葉劉淑儀 （匯賢智庫 → 新民黨） |          |                   |          |          | 不設議席 | 不設議席 |
| 2008-2012 第四屆 |                                           | 陳淑莊 （公民黨） | 甘乃威 （民主黨） |                   | 何秀蘭 （公民起動 → 工黨） | 曾鈺成 （民建聯） |                   | 葉劉淑儀 （匯賢智庫 → 新民黨） |          |                   |          |          | 不設議席 | 不設議席 |
| 2012-2016 第五屆 | 陳家洛 （公民黨）                         | 單仲偕 （民主黨） |                   | 王國興 （工聯會） | 何秀蘭 （公民起動 → 工黨） | 曾鈺成 （民建聯） |                   | 葉劉淑儀 （匯賢智庫 → 新民黨） |          | 鍾樹根 （民建聯） |          |          |          |          |
| 2016-2021 第六屆 | 陳淑莊 （公民黨）                         | 許智峯 （民主黨） | 郭偉強 （工聯會） |                   | 羅冠聰 （香港眾志）        | 張國鈞 （民建聯） | 不設議席          | 不設議席                       |          |                   |          |          |          |          |
| 2016-2021 第六屆 | 陳淑莊 （公民黨）                         | 許智峯 （民主黨） | 郭偉強 （工聯會） | 區諾軒            |                            | 張國鈞 （民建聯） | 不設議席          | 不設議席                       |          |                   |          |          |          |          |

### 香港島西
| 立法會任期（屆） | 議席 | 議席                | 議席 | 議席              |
| ---------------- | ---- | ------------------- | ---- | ----------------- |
| 2022-2025 第七屆 |      | 葉劉淑儀 （新民黨） |      | 陳學鋒 （民建聯） |

### 香港島東
| 立法會任期（屆） | 議席 | 議席              | 議席 | 議席            |
| ---------------- | ---- | ----------------- | ---- | --------------- |
| 2022-2025 第七屆 |      | 吳秋北 （工聯會） |      | 梁熙 （民建聯） |

### 九龍西
| 立法會任期（屆） | 議席                         | 議席                       | 議席              | 議席                | 議席                         | 議席              | 議席                           | 議席     | 議席                    | 議席     | 議席     | 議席     |
| ---------------- | ---------------------------- | -------------------------- | ----------------- | ------------------- | ---------------------------- | ----------------- | ------------------------------ | -------- | ----------------------- | -------- | -------- | -------- |
| 1998-2000 第一屆 |                              | 劉千石 （民主黨 → 職工盟） |                   | 曾鈺成 （民建聯）   |                              | 涂謹申 （民主黨） | 不設議席                       | 不設議席 | 不設議席                | 不設議席 | 不設議席 | 不設議席 |
| 2000-2004 第二屆 |                              | 劉千石 （民主黨 → 職工盟） | 馮檢基 （民協）   | 曾鈺成 （民建聯）   |                              | 涂謹申 （民主黨） |                                |          | 不設議席                | 不設議席 | 不設議席 | 不設議席 |
| 2004-2008 第三屆 |                              | 劉千石 （民主黨 → 職工盟） | 馮檢基 （民協）   | 曾鈺成 （民建聯）   |                              | 涂謹申 （民主黨） |                                |          | 不設議席                | 不設議席 | 不設議席 | 不設議席 |
| 2008-2012 第四屆 |                              | 黃毓民 （社民連）          | 馮檢基 （民協）   | 李慧琼 （民建聯）   |                              | 涂謹申 （民主黨） | 梁美芬 （西九新動力 → 經民聯） |          |                         |          | 不設議席 | 不設議席 |
| 2008-2012 第四屆 | 黃毓民 （社民連 → 人民力量） |                            | 馮檢基 （民協）   | 李慧琼 （民建聯）   |                              | 涂謹申 （民主黨） | 梁美芬 （西九新動力 → 經民聯） |          |                         |          | 不設議席 | 不設議席 |
| 2012-2016 第五屆 |                              | 蔣麗芸 （民建聯）          | 黃碧雲 （民主黨） |                     | 毛孟靜 （公民黨 → 香港本土） |                   | 梁美芬 （西九新動力 → 經民聯） |          |                         |          | 不設議席 | 不設議席 |
| 2016-2021 第六屆 |                              | 蔣麗芸 （民建聯）          | 黃碧雲 （民主黨） | 游蕙禎 （青年新政） | 毛孟靜 （公民黨 → 香港本土） |                   | 梁美芬 （西九新動力 → 經民聯） |          | 劉小麗 （小麗民主教室） |          |          |          |
| 2016-2021 第六屆 |                              | 蔣麗芸 （民建聯）          | 黃碧雲 （民主黨） | 鄭泳舜 （民建聯）   | 毛孟靜 （公民黨 → 香港本土） |                   | 梁美芬 （西九新動力 → 經民聯） | 陳凱欣   |                         |          |          |          |
| 2022-2025 第七屆 |                              | 梁文廣 （西九新動力）      | 不設議席          | 不設議席            | 不設議席                     | 不設議席          | 不設議席                       | 不設議席 | 不設議席                | 不設議席 |          |          |

### 九龍東
| 立法會任期（屆） | 議席              | 議席              | 議席              | 議席                       | 議席              | 議席              | 議席     | 議席              | 議席     | 議席     |
| ---------------- | ----------------- | ----------------- | ----------------- | -------------------------- | ----------------- | ----------------- | -------- | ----------------- | -------- | -------- |
| 1998-2000 第一屆 |                   | 司徒華 （民主黨） |                   | 陳婉嫻 （民建聯 → 工聯會） |                   | 李華明 （民主黨） | 不設議席 | 不設議席          | 不設議席 | 不設議席 |
| 2000-2004 第二屆 |                   | 司徒華 （民主黨） | 陳鑑林 （民建聯） | 陳婉嫻 （民建聯 → 工聯會） |                   | 李華明 （民主黨） |          |                   | 不設議席 | 不設議席 |
| 2004-2008 第三屆 |                   | 鄭經翰            | 陳鑑林 （民建聯） | 陳婉嫻 （民建聯 → 工聯會） |                   | 李華明 （民主黨） |          | 梁家傑 （公民黨） |          |          |
| 2008-2012 第四屆 | 不設議席          | 不設議席          | 陳鑑林 （民建聯） | 黃國健 （工聯會）          |                   | 李華明 （民主黨） |          | 梁家傑 （公民黨） |          |          |
| 2012-2016 第五屆 |                   | 謝偉俊            | 陳鑑林 （民建聯） | 黃國健 （工聯會）          | 胡志偉 （民主黨） |                   |          | 梁家傑 （公民黨） |          |          |
| 2016-2021 第六屆 | 柯創盛 （民建聯） | 謝偉俊            | 譚文豪 （公民黨） | 黃國健 （工聯會）          | 胡志偉 （民主黨） |                   |          |                   |          |          |
| 2022-2025 第七屆 |                   | 顏汶羽 （民建聯） | 鄧家彪 （工聯會） | 不設議席                   | 不設議席          | 不設議席          | 不設議席 | 不設議席          | 不設議席 |          |

### 九龍中
| 立法會任期（屆） | 議席 | 議席              | 議席 | 議席            |
| ---------------- | ---- | ----------------- | ---- | --------------- |
| 2022-2025 第七屆 |      | 李慧琼 （民建聯） |      | 楊永 （九社聯） |

### 新界西
| 立法會任期（屆） | 議席 | 議席                                         | 議席              | 議席              | 議席                      | 議席              | 議席              | 議席                                 | 議席 | 議席              | 議席                         | 議席              | 議席     | 議席              | 議席     | 議席     | 議席     | 議席     |
| ---------------- | ---- | -------------------------------------------- | ----------------- | ----------------- | ------------------------- | ----------------- | ----------------- | ------------------------------------ | ---- | ----------------- | ---------------------------- | ----------------- | -------- | ----------------- | -------- | -------- | -------- | -------- |
| 1998-2000 第一屆 |      | 李永達 （民主黨）                            |                   | 何俊仁 （民主黨） |                           | 譚耀宗 （民建聯） |                   | 李卓人 （職工盟/前綫 → 職工盟/工黨） |      | 梁耀忠 （街工）   | 不設議席                     | 不設議席          | 不設議席 | 不設議席          | 不設議席 | 不設議席 | 不設議席 | 不設議席 |
| 2000-2004 第二屆 |      | 陳偉業 （民主黨 → 獨立 → 社民連 → 人民力量） |                   | 何俊仁 （民主黨） | 鄧兆棠 （民建聯／港進聯） | 譚耀宗 （民建聯） |                   | 李卓人 （職工盟/前綫 → 職工盟/工黨） |      | 梁耀忠 （街工）   |                              |                   | 不設議席 | 不設議席          | 不設議席 | 不設議席 | 不設議席 | 不設議席 |
| 2004-2008 第三屆 |      | 陳偉業 （民主黨 → 獨立 → 社民連 → 人民力量） | 張學明 （民建聯） | 何俊仁 （民主黨） |                           | 譚耀宗 （民建聯） | 李永達 （民主黨） | 李卓人 （職工盟/前綫 → 職工盟/工黨） |      | 梁耀忠 （街工）   | 周梁淑怡 （自由黨）          |                   |          |                   |          |          | 不設議席 | 不設議席 |
| 2008-2012 第四屆 |      | 陳偉業 （民主黨 → 獨立 → 社民連 → 人民力量） | 張學明 （民建聯） | 何俊仁 （民主黨） | 王國興 （工聯會）         | 譚耀宗 （民建聯） | 李永達 （民主黨） | 李卓人 （職工盟/前綫 → 職工盟/工黨） |      | 梁耀忠 （街工）   |                              |                   |          |                   |          |          | 不設議席 | 不設議席 |
| 2012-2016 第五屆 |      | 陳偉業 （民主黨 → 獨立 → 社民連 → 人民力量） |                   | 郭家麒 （公民黨） |                           | 譚耀宗 （民建聯） | 陳恒鑌 （民建聯） | 李卓人 （職工盟/前綫 → 職工盟/工黨） |      | 梁耀忠 （街工）   | 田北辰 （新民黨 → 實政圓桌） | 麥美娟 （工聯會） |          | 梁志祥 （民建聯） |          |          |          |          |
| 2016-2021 第六屆 |      | 鄭松泰 （熱血公民）                          |                   | 郭家麒 （公民黨） | 何君堯                    |                   | 陳恒鑌 （民建聯） | 朱凱廸 （朱凱廸新西團隊）            |      | 尹兆堅 （民主黨） | 田北辰 （新民黨 → 實政圓桌） | 麥美娟 （工聯會） |          | 梁志祥 （民建聯） |          |          |          |          |

### 新界東
| 立法會任期（屆） | 議席              | 議席                     | 議席              | 議席                     | 議席              | 議席              | 議席              | 議席                | 議席              | 議席                  | 議席              | 議席     | 議席                  | 議席     | 議席     | 議席     | 議席     | 議席     |
| ---------------- | ----------------- | ------------------------ | ----------------- | ------------------------ | ----------------- | ----------------- | ----------------- | ------------------- | ----------------- | --------------------- | ----------------- | -------- | --------------------- | -------- | -------- | -------- | -------- | -------- |
| 1998-2000 第一屆 |                   | 劉慧卿 （前綫 → 民主黨） |                   | 鄭家富 （民主黨 → 獨立） |                   | 劉江華 （民建聯） |                   | 黃宏發              |                   | 何秀蘭 （前綫）       | 不設議席          | 不設議席 | 不設議席              | 不設議席 | 不設議席 | 不設議席 | 不設議席 | 不設議席 |
| 2000-2004 第二屆 |                   | 劉慧卿 （前綫 → 民主黨） | 黃成智 （民主黨   | 鄭家富 （民主黨 → 獨立） |                   | 劉江華 （民建聯） |                   | 黃宏發              |                   |                       | 不設議席          | 不設議席 | 不設議席              | 不設議席 | 不設議席 | 不設議席 | 不設議席 | 不設議席 |
| 2004-2008 第三屆 |                   | 劉慧卿 （前綫 → 民主黨） | 梁國雄 （社民連） | 鄭家富 （民主黨 → 獨立） |                   | 劉江華 （民建聯） | 湯家驊 （公民黨） |                     | 田北俊 （自由黨） |                       | 李國英 （民建聯） |          |                       |          | 不設議席 | 不設議席 | 不設議席 | 不設議席 |
| 2008-2012 第四屆 |                   | 劉慧卿 （前綫 → 民主黨） | 梁國雄 （社民連） | 鄭家富 （民主黨 → 獨立） |                   | 劉江華 （民建聯） | 湯家驊 （公民黨） | 黃成智 （民主黨）   | 陳克勤 （民建聯） |                       |                   |          |                       |          | 不設議席 | 不設議席 | 不設議席 | 不設議席 |
| 2012-2016 第五屆 |                   | 劉慧卿 （前綫 → 民主黨） | 梁國雄 （社民連） | 張超雄 （工黨）          | 葛珮帆 （民建聯） |                   | 湯家驊 （公民黨） | 陳志全 （人民力量） | 陳克勤 （民建聯） |                       | 田北俊 （自由黨） |          | 范國威 （新民主同盟） |          |          |          |          |          |
| 2012-2016 第五屆 | 楊岳橋 （公民黨） | 劉慧卿 （前綫 → 民主黨） | 梁國雄 （社民連） | 張超雄 （工黨）          | 葛珮帆 （民建聯） |                   |                   | 陳志全 （人民力量） | 陳克勤 （民建聯） |                       | 田北俊 （自由黨） |          | 范國威 （新民主同盟） |          |          |          |          |          |
| 2016-2021 第六屆 | 林卓廷 （民主黨） |                          | 梁國雄 （社民連） | 張超雄 （工黨）          | 葛珮帆 （民建聯） | 容海恩 （新民黨） |                   | 陳志全 （人民力量） | 陳克勤 （民建聯） | 梁頌恆 （青年新政）   |                   |          |                       |          |          |          |          |          |
| 2016-2021 第六屆 | 林卓廷 （民主黨） |                          | 懸空              | 張超雄 （工黨）          | 葛珮帆 （民建聯） | 容海恩 （新民黨） |                   | 陳志全 （人民力量） | 陳克勤 （民建聯） | 范國威 （新民主同盟） |                   |          |                       |          |          |          |          |          |

### 新界北
| 立法會任期（屆） | 議席 | 議席              | 議席 | 議席                  |
| ---------------- | ---- | ----------------- | ---- | --------------------- |
| 2022-2025 第七屆 |      | 劉國勳 （民建聯） |      | 張欣宇 （香港新方向） |

### 新界東北
| 立法會任期（屆） | 議席 | 議席              | 議席 | 議席              |
| ---------------- | ---- | ----------------- | ---- | ----------------- |
| 2022-2025 第七屆 |      | 陳克勤 （民建聯） |      | 李梓敬 （新民黨） |

### 新界東南
| 立法會任期（屆） | 議席 | 議席              | 議席 | 議席                |
| ---------------- | ---- | ----------------- | ---- | ------------------- |
| 2022-2025 第七屆 |      | 李世榮 （民建聯） |      | 林素蔚 （專業動力） |

### 新界西北
| 立法會任期（屆） | 議席 | 議席              | 議席 | 議席                |
| ---------------- | ---- | ----------------- | ---- | ------------------- |
| 2022-2025 第七屆 |      | 周浩鼎 （民建聯） |      | 田北辰 （實政圓桌） |

### 新界西南
| 立法會任期（屆） | 議席 | 議席              | 議席 | 議席              |
| ---------------- | ---- | ----------------- | ---- | ----------------- |
| 2022-2025 第七屆 |      | 陳恒鑌 （民建聯） |      | 陳穎欣 （工聯會） |

### 區議會（第二）
| 立法會任期（屆） | 議席 | 議席              | 議席              | 議席              | 議席 | 議席              | 議席 | 議席              | 議席 | 議席            |
| ---------------- | ---- | ----------------- | ----------------- | ----------------- | ---- | ----------------- | ---- | ----------------- | ---- | --------------- |
| 2012-2016 第五屆 |      | 涂謹申 （民主黨） |                   | 李慧琼 （民建聯） |      | 何俊仁 （民主黨） |      | 陳婉嫻 （工聯會） |      | 馮檢基 （民協） |
| 2016-2021 第六屆 |      | 涂謹申 （民主黨） | 鄺俊宇 （民主黨） | 李慧琼 （民建聯） |      | 周浩鼎 （民建聯） |      | 梁耀忠 （街工）   |      |                 |

### 傳統功能組別（工商金融）
| 立法會任期（屆） | 保險界            | 保險界 | 航運交通界                          | 航運交通界        | 地產及建造界             | 地產及建造界                          | 旅遊界 | 旅遊界              | 商界（第一）      | 商界（第一）                          | 商界（第二） | 商界（第二） | 工業界（第一）    | 工業界（第一）    | 工業界（第二）    | 工業界（第二）    | 金融界          | 金融界                   | 金融服務界 | 金融服務界        | 進出口界 | 進出口界          | 紡織及製衣界 | 紡織及製衣界                   | 批發及零售界 | 批發及零售界        | 飲食界     | 飲食界     | 商界（第三） | 商界（第三） |
| ---------------- | ----------------- | ------ | ----------------------------------- | ----------------- | ------------------------ | ------------------------------------- | ------ | ------------------- | ----------------- | ------------------------------------- | ------------ | ------------ | ----------------- | ----------------- | ----------------- | ----------------- | --------------- | ------------------------ | ---------- | ----------------- | -------- | ----------------- | ------------ | ------------------------------ | ------------ | ------------------- | ---------- | ---------- | ------------ | ------------ |
| 1998-2000 第一屆 |                   | 陳智思 |                                     | 劉健儀 （自由黨） |                          | 夏佳理 （自由黨）                     |        | 楊孝華 （自由黨）   |                   | 田北俊 （自由黨）                     |              | 黃宜弘       |                   | 丁午壽 （自由黨） |                   | 呂明華            |                 | 李國寶                   |            | 詹培忠            |          | 許長青 （港進聯） |              | 梁劉柔芬 （自由黨 → 經濟動力） |              | 周梁淑怡 （自由黨） | 議席未創立 | 議席未創立 | 議席未創立   | 議席未創立   |
| 1998-2000 第一屆 | 馮志堅 （港進聯） | 陳智思 |                                     | 劉健儀 （自由黨） |                          | 夏佳理 （自由黨）                     |        | 楊孝華 （自由黨）   |                   | 田北俊 （自由黨）                     |              | 黃宜弘       |                   | 丁午壽 （自由黨） |                   | 呂明華            |                 | 李國寶                   |            |                   |          | 許長青 （港進聯） |              | 梁劉柔芬 （自由黨 → 經濟動力） |              | 周梁淑怡 （自由黨） | 議席未創立 | 議席未創立 | 議席未創立   | 議席未創立   |
| 2000-2004 第二屆 |                   | 陳智思 | 石禮謙 （獨立 → 專業會議 → 經民聯） | 劉健儀 （自由黨） |                          | 胡經昌                                |        | 楊孝華 （自由黨）   | 張宇人 （自由黨） | 田北俊 （自由黨）                     |              | 黃宜弘       |                   | 丁午壽 （自由黨） |                   | 呂明華            |                 | 李國寶                   |            |                   |          | 許長青 （港進聯） |              | 梁劉柔芬 （自由黨 → 經濟動力） |              | 周梁淑怡 （自由黨） |            |            | 議席未創立   | 議席未創立   |
| 2004-2008 第三屆 |                   | 陳智思 | 石禮謙 （獨立 → 專業會議 → 經民聯） | 劉健儀 （自由黨） |                          | 林健鋒 （自由黨 → 經濟動力 → 經民聯） |        | 楊孝華 （自由黨）   | 張宇人 （自由黨） | 梁君彥 （自由黨 → 經濟動力 → 經民聯） |              | 黃宜弘       | 詹培忠            |                   | 黃定光 （民建聯） | 呂明華            | 方剛 （自由黨） | 李國寶                   |            |                   |          |                   |              | 梁劉柔芬 （自由黨 → 經濟動力） |              |                     |            |            | 議席未創立   | 議席未創立   |
| 2008-2012 第四屆 |                   | 陳健波 | 石禮謙 （獨立 → 專業會議 → 經民聯） | 劉健儀 （自由黨） |                          | 林健鋒 （自由黨 → 經濟動力 → 經民聯） | 謝偉俊 |                     | 張宇人 （自由黨） | 梁君彥 （自由黨 → 經濟動力 → 經民聯） |              | 黃宜弘       | 詹培忠            |                   | 黃定光 （民建聯） | 林大輝            | 方剛 （自由黨） | 李國寶                   |            |                   |          |                   |              | 梁劉柔芬 （自由黨 → 經濟動力） |              |                     |            |            | 議席未創立   | 議席未創立   |
| 2012-2016 第五屆 | 易志明 （自由黨） | 陳健波 | 石禮謙 （獨立 → 專業會議 → 經民聯） |                   |                          | 林健鋒 （自由黨 → 經濟動力 → 經民聯） | 姚思榮 |                     | 張宇人 （自由黨） | 梁君彥 （自由黨 → 經濟動力 → 經民聯） |              | 廖長江       |                   |                   | 黃定光 （民建聯） | 林大輝            | 方剛 （自由黨） | 吳亮星                   |            | 張華峰 （經民聯） |          | 鍾國斌 （自由黨） |              |                                |              |                     |            |            | 議席未創立   | 議席未創立   |
| 2016-2021 第六屆 | 易志明 （自由黨） | 陳健波 | 石禮謙 （獨立 → 專業會議 → 經民聯） |                   | 吳永嘉 （獨立 → 經民聯） | 林健鋒 （自由黨 → 經濟動力 → 經民聯） | 姚思榮 |                     | 張宇人 （自由黨） | 梁君彥 （自由黨 → 經濟動力 → 經民聯） | 陳振英       | 廖長江       | 邵家輝 （自由黨） |                   | 黃定光 （民建聯） |                   |                 |                          |            | 張華峰 （經民聯） |          | 鍾國斌 （自由黨） |              |                                |              |                     |            |            | 議席未創立   | 議席未創立   |
| 2022-2025 第七屆 | 易志明 （自由黨） | 陳健波 |                                     | 龍漢標            | 吳永嘉 （獨立 → 經民聯） | 林健鋒 （自由黨 → 經濟動力 → 經民聯） |        | 姚柏良 （創建力量） | 張宇人 （自由黨） | 梁君彥 （自由黨 → 經濟動力 → 經民聯） | 陳振英       | 廖長江       | 邵家輝 （自由黨） |                   | 李惟宏            | 黃英豪 （民建聯） |                 | 陳祖恒 （獨立 → 經民聯） |            | 嚴 剛             |          |                   |              |                                |              |                     |            |            |              |              |

### 傳統功能組別（專業界別）
| 立法會任期（屆） | 教育界 | 教育界            | 法律界              | 法律界                                    | 會計界                   | 會計界            | 醫學界              | 醫學界            | 衛生服務界 | 衛生服務界        | 工程界                     | 工程界                     | 建築、測量、都市規劃及園境界（2015年6月前稱建築、測量及都市規劃界） | 建築、測量、都市規劃及園境界（2015年6月前稱建築、測量及都市規劃界） | 科技創新界（2021年12月前稱資訊科技界） | 科技創新界（2021年12月前稱資訊科技界） | 醫療衛生界 | 醫療衛生界 |
| ---------------- | ------ | ----------------- | ------------------- | ----------------------------------------- | ------------------------ | ----------------- | ------------------- | ----------------- | ---------- | ----------------- | -------------------------- | -------------------------- | ------------------------------------------------------------------- | ------------------------------------------------------------------- | -------------------------------------- | -------------------------------------- | ---------- | ---------- |
| 1998-2000 第一屆 |        | 張文光 （民主黨） |                     | 吳靄儀 （獨立 → 四十五條關注組 → 公民黨） |                          | 李家祥            |                     | 梁智鴻            |            | 何敏嘉 （民主黨） |                            | 何鍾泰 （獨立 → 專業會議） |                                                                     | 何承天 （自由黨）                                                   |                                        | 單仲偕 （民主黨）                      | 議席未創立 | 議席未創立 |
| 2000-2004 第二屆 |        | 張文光 （民主黨） | 勞永樂 （專業會議） | 吳靄儀 （獨立 → 四十五條關注組 → 公民黨） |                          | 李家祥            | 麥國風              |                   | 劉炳章     |                   |                            | 何鍾泰 （獨立 → 專業會議） |                                                                     |                                                                     |                                        | 單仲偕 （民主黨）                      | 議席未創立 | 議席未創立 |
| 2004-2008 第三屆 |        | 張文光 （民主黨） |                     | 吳靄儀 （獨立 → 四十五條關注組 → 公民黨） | 譚香文 （獨立 → 公民黨） |                   | 郭家麒              |                   | 李國麟     |                   | 劉秀成 （獨立 → 專業會議） | 何鍾泰 （獨立 → 專業會議） |                                                                     |                                                                     |                                        | 單仲偕 （民主黨）                      | 議席未創立 | 議席未創立 |
| 2008-2012 第四屆 |        | 張文光 （民主黨） | 陳茂波              | 吳靄儀 （獨立 → 四十五條關注組 → 公民黨） |                          | 梁家騮            |                     |                   | 李國麟     |                   | 劉秀成 （獨立 → 專業會議） | 何鍾泰 （獨立 → 專業會議） | 譚偉豪                                                              |                                                                     |                                        |                                        | 議席未創立 | 議席未創立 |
| 2012-2016 第五屆 |        | 葉建源 （教協）   | 郭榮鏗 （公民黨）   |                                           | 梁繼昌 （公專聯）        | 梁家騮            |                     | 盧偉國 （經民聯） | 李國麟     |                   | 謝偉銓                     |                            | 莫乃光 （公專聯）                                                   |                                                                     |                                        |                                        | 議席未創立 | 議席未創立 |
| 2016-2021 第六屆 |        | 葉建源 （教協）   | 郭榮鏗 （公民黨）   | 陳沛然                                    | 梁繼昌 （公專聯）        |                   | 姚松炎 （專業議政） | 盧偉國 （經民聯） | 李國麟     |                   |                            |                            | 莫乃光 （公專聯）                                                   |                                                                     |                                        |                                        | 議席未創立 | 議席未創立 |
| 2016-2021 第六屆 | 謝偉銓 | 葉建源 （教協）   | 郭榮鏗 （公民黨）   | 陳沛然                                    | 梁繼昌 （公專聯）        |                   |                     | 盧偉國 （經民聯） | 李國麟     |                   |                            |                            | 莫乃光 （公專聯）                                                   |                                                                     |                                        |                                        | 議席未創立 | 議席未創立 |
| 2022-2025 第七屆 |        | 朱國強 （教聯會） |                     | 林新強                                    |                          | 黃俊碩 （民建聯） | 議席取消            | 議席取消          | 議席取消   | 議席取消          |                            | 邱達根                     |                                                                     | 林哲玄                                                              |                                        |                                        |            |            |

### 傳統功能組別（社會服務）
| 立法會任期（屆） | 鄉議局            | 鄉議局                                | 漁農界            | 漁農界            | 勞工界            | 勞工界            | 勞工界                           | 勞工界                   | 勞工界   | 勞工界          | 社會福利界 | 社會福利界        | 體育、演藝、文化及出版界 | 體育、演藝、文化及出版界 | 區議會（第一）    | 區議會（第一） | 人大、政協、全國性代表 | 人大、政協、全國性代表 | 市政局 | 市政局 | 區域市政局 | 區域市政局        |
| ---------------- | ----------------- | ------------------------------------- | ----------------- | ----------------- | ----------------- | ----------------- | -------------------------------- | ------------------------ | -------- | --------------- | ---------- | ----------------- | ------------------------ | ------------------------ | ----------------- | -------------- | ---------------------- | ---------------------- | ------ | ------ | ---------- | ----------------- |
| 1998-2000 第一屆 |                   | 劉皇發 （自由黨）                     |                   | 黃容根 （民建聯） |                   | 陳榮燦 （民建聯） |                                  | 陳國強 （工聯會）        |          | 李啟明 （勞聯） |            | 羅致光 （民主黨） |                          | 霍震霆                   | 議席未創立        | 議席未創立     | 議席未創立             | 議席未創立             |        | 張永森 |            | 鄧兆棠 （港進聯） |
| 1998-2000 第一屆 | 懸空              | 劉皇發 （自由黨）                     |                   | 黃容根 （民建聯） |                   | 陳榮燦 （民建聯） |                                  | 陳國強 （工聯會）        |          | 李啟明 （勞聯） |            | 羅致光 （民主黨） |                          | 霍震霆                   | 議席未創立        | 議席未創立     | 議席未創立             | 議席未創立             |        |        |            | 鄧兆棠 （港進聯） |
| 2000-2004 第二屆 |                   | 劉皇發 （自由黨）                     | 梁富華 （工聯會） | 黃容根 （民建聯） | 李鳳英 （勞聯）   |                   | 葉國謙 （民建聯）                | 陳國強 （工聯會）        | 議席取消 | 議席取消        | 議席取消   | 議席取消          |                          | 霍震霆                   |                   |                | 議席未創立             | 議席未創立             |        |        |            |                   |
| 2004-2008 第三屆 |                   | 林偉強                                | 鄺志堅 （工聯會） | 黃容根 （民建聯） | 李鳳英 （勞聯）   | 王國興 （工聯會） |                                  | 張超雄 （獨立 → 公民黨） | 議席取消 | 議席取消        | 議席取消   | 議席取消          |                          | 霍震霆                   | 劉皇發 （自由黨） |                | 議席未創立             | 議席未創立             |        |        |            |                   |
| 2008-2012 第四屆 |                   | 劉皇發 （自由黨 → 經濟動力 → 經民聯） | 潘佩璆 （工聯會） | 黃容根 （民建聯） | 李鳳英 （勞聯）   | 葉偉明 （工聯會） |                                  | 張國柱 （社總 → 工黨）   | 議席取消 | 議席取消        | 議席取消   | 議席取消          |                          | 霍震霆                   | 葉國謙 （民建聯） |                | 議席未創立             | 議席未創立             |        |        |            |                   |
| 2012-2016 第五屆 |                   | 劉皇發 （自由黨 → 經濟動力 → 經民聯） | 何俊賢 （民建聯） | 郭偉强 （工聯會） | 鄧家彪 （工聯會） | 潘兆平 （勞聯）   |                                  | 張國柱 （社總 → 工黨）   | 議席取消 | 議席取消        | 議席取消   | 議席取消          |                          | 馬逢國 （新論壇）        | 葉國謙 （民建聯） |                | 議席未創立             | 議席未創立             |        |        |            |                   |
| 2016-2021 第六屆 | 劉業強 （經民聯） | 何啟明 （工聯會）                     | 何俊賢 （民建聯） | 陸頌雄 （工聯會） |                   | 潘兆平 （勞聯）   | 邵家臻（社工復興運動／專業議政） | 劉國勳 （民建聯）        | 議席取消 | 議席取消        | 議席取消   | 議席取消          |                          | 馬逢國 （新論壇）        |                   |                | 議席未創立             | 議席未創立             |        |        |            |                   |
| 2022-2025 第七屆 | 劉業強 （經民聯） | 郭偉强 （工聯會）                     | 何俊賢 （民建聯） | 梁子穎 （工聯會） | 周小松 （勞聯）   |                   | 狄志遠 （新思維）                |                          | 議席取消 | 議席取消        | 議席取消   | 議席取消          | 霍啟剛                   | 議席取消                 | 議席取消          |                | 陳勇 （民建聯）        |                        |        |        |            |                   |

## 統計

### 人數及性別分佈
以下列出自臨時立法會以來，現任或前任不同類別議席的總人數及性別分佈。由於一人可能同時或不同時擁有超過一種身份，故此不同身份的統計數字並不能相加。
(臨時立法會所有議員，均為選舉委員會所產生，只計算於第一屆立法會或以後，從未擔任過立法會議員的人數)
| 議席           | 現任或前任該類議席的總人數 | 現任或前任該類議席的總人數 | 現任或前任該類議席的總人數 |
| 議席           | 男性                       | 女性                       | 總人數                     |
| -------------- | -------------------------- | -------------------------- | -------------------------- |
| 主席           | 1                          | 1                          | 2                          |
| 代理主席       | 2                          | 2                          | 4                          |
| 地方選區議員   | 48                         | 18                         | 66                         |
| 選舉委員會議員 | 8                          | 2                          | 10                         |
| 功能界別議員   | 74                         | 8                          | 82                         |
| 臨時立法會議員 | 14                         | 3                          | 17                         |
| 所有議員       | 131                        | 26                         | 157                        |

### 紀錄
第七屆立法會議員的職權截至2025年12月31日才結束。立法會八屆共29年的任期中(由臨時立法會開始計算)，沒有一名議員歷經八次立法會選舉並當選。
連續任期最長及總任期最長由第二屆任期開始，直到第七屆立法會為止，歷經六次立法會選舉並當選的議員有1人：張宇人，在任日期為2000年10月1日至2025年12月31日。
同一界別任期最長由第一屆任期開始，直到第六屆立法會為止，或由第二屆任期開始，直到第七屆立法會為止，歷經六次立法會選舉並當選的議員有1人，包括：飲食界功能界別的張宇人。
由第一屆立法會任期開始，所有議員連續任期直到第六屆立法會為止，以下兩位人士為立法會開始任期最長(由第一屆立法會開始)的議員(均未能完成整個第六屆任期，在任日期為1998年7月1日至2020年11月30日)：涂謹申、梁耀忠。
臨時立法會是第一屆立法會前，是香港特別行政區的立法機關，由該段任期開始，所有議員連續任期直到第五屆立法會為止，以下4人士為立法會開始任期最長(由臨時立法會開始)的議員(全數議員不參與第六屆立法會選舉)：陳鑑林、曾鈺成、劉皇發、譚耀宗。
連同回歸前立法局任期計算，以下1人士為史上連續任期最長及總任期最長的議員(由1985年立法局間接選舉至第五屆立法會選舉，經歷十次立法會/立法局選舉均成功當選，亦任臨時立法會議員)：劉皇發
歷任立法會議員之中，連續任期最短及總任期最短為梁頌恆、羅冠聰、劉小麗、姚松炎及游蕙禎，因宣誓違反基本法104條，以致被法庭裁定宣誓無效而取消資格，並宣布於2016年10月12日起其議席已懸空，任期由2016年10月1日至2016年10月12日，只有12天。
立法會史上最年輕的議員是羅冠聰，於2016年以23歲之齡首次當選。最年輕的女議員則是游蕙禎，於2016年以25歲之齡首次當選，但此兩項紀錄均只有12日，兩人均被取消資格。
連同回歸前立法局任期計算，立法會史上能夠完成整個任期的最年輕的議員是涂謹申，於1991年以28歲之齡首次當選。最年輕的女議員則是李慧琼，於2008年以34歲之齡首次當選。
立法會史上離任時（或在任）最年長的議員是1936年出生的劉皇發，為鄉議局功能界別議員，於2016年任期屆滿時為79歲。
歷任立法會議員之中，最早逝的是馬力及邵家臻，兩人皆終年55歲及死於癌症，而馬力於2007年任期內病逝亦是唯一在任期內逝世的議員。
歷任立法會議員之中，最長壽的是陳榮燦，1935年7月7日出生。
自從首屆立法會採用比例代表制以來，於2016年（第六屆）首次出現所有當選者都是女性的九龍西地區直選選區，此項紀錄只到2018年3月11日補選為止。

### 自動當選界別及議員
當某界別的候選人數目少於或等於該界別的總議席數目，候選人便會無需經過投票而自動當選。在立法會至今8次一般選舉及7次補選之中，只有功能界別選舉出現自動當選，涉及21個界別，一共42人，73人次（包括一次發生在1998年的金融服務界功能界別補選）：
| 功能界別名稱             | 屆       | 屆         | 屆       | 屆     | 屆                   | 屆                   | 屆                   | 自動當選總次數 |
| 功能界別名稱             | 1        | 1（補選）* | 2        | 3      | 4                    | 5                    | 6                    | 自動當選總次數 |
| ------------------------ | -------- | ---------- | -------- | ------ | -------------------- | -------------------- | -------------------- | -------------- |
| 鄉議局                   | 劉皇發   |            | 劉皇發   | 林偉強 | 劉皇發               | 劉皇發               | 劉業強               | 6              |
| 漁農界                   |          |            | 黃容根   | 黃容根 | 黃容根^              |                      |                      | 3              |
| 保險界                   |          |            | 陳智思   | 陳智思 |                      | 陳健波               | 陳健波               | 4              |
| 航運交通界               |          |            |          | 劉健儀 |                      | 易志明               |                      | 2              |
| 建築、測量及都市規劃界   | 何承天   |            |          |        |                      |                      |                      | 1              |
| 勞工界                   |          |            |          |        | 李鳳英 葉偉明 潘佩璆 | 郭偉强 鄧家彪 潘兆平 | 何啟明 陸頌雄 潘兆平 | 3              |
| 社會福利界               | 羅致光   |            |          |        |                      |                      |                      | 1              |
| 地產及建造界             |          |            |          | 石禮謙 | 石禮謙               | 石禮謙               | 石禮謙               | 4              |
| 旅遊界                   | 楊孝華   |            |          |        |                      |                      |                      | 1              |
| 商界（第一）             | 田北俊   |            | 田北俊   | 林健鋒 |                      | 林健鋒               |                      | 4              |
| 商界（第二）             | 黃宜弘   |            | 黃宜弘   | 黃宜弘 | 黃宜弘               | 廖長江               | 廖長江               | 6              |
| 工業界（第一）           | 丁午壽   |            |          | 梁君彥 | 梁君彥               | 梁君彥               | 梁君彥               | 5              |
| 工業界（第二）           |          |            | 呂明華   | 呂明華 | 林大輝               | 林大輝               | 吳永嘉               | 5              |
| 金融界                   | 李國寶   |            |          | 李國寶 | 李國寶               | 吳亮星               | 陳振英               | 5              |
| 金融服務界*              |          | 馮志堅     |          |        | 詹培忠               |                      |                      | 2*             |
| 體育、演藝、文化及出版界 |          |            | 霍震霆   |        | 霍震霆               |                      |                      | 2              |
| 進出口界                 | 許長青   |            | 許長青   | 黃定光 | 黃定光               | 黃定光               | 黃定光               | 6              |
| 紡織及製衣界             | 梁劉柔芬 |            | 梁劉柔芬 |        |                      |                      |                      | 2              |
| 批發及零售界             |          |            |          |        |                      | 方剛                 |                      | 1              |
| 飲食界#                  | 未設立#  |            |          |        | 張宇人               | 張宇人               |                      | 2              |
| 區議會／區議會（第一）#% | 未設立#  |            |          |        |                      | 葉國謙               | 劉國勳               | 2              |
| 自動當選界別總數         | 10       | 1          | 9        | 11     | 12                   | 14                   | 10                   | 65*            |
| 自動當選總人次           | 10       | 1          | 9        | 11     | 14                   | 16                   | 12                   | 73*            |

^  注解*：當中一次／一人次發生在1998年金融服務界功能界別補選，自動當選者為馮志堅。該議席原屬於詹培忠，而詹培忠在1998年立法會選舉之中是在有競逐的情況下勝出的。
^  注解#：飲食界和區議會功能界別於第二屆立法會才開始設立。
^  注解%：區議會功能界別於第五屆立法會開始改稱為區議會（第一）功能界別，於第七屆立法會開始取消議席。
^  注解^：在2008年漁農界功能界別選舉，黃容根是因對手提名無效而自動當選。
歷任立法會議員之中，自動當選次數最多的議員為黃宜弘、石禮謙、劉皇發、梁君彥和黃定光。黃宜弘由第一屆至第四屆均循商界（第二）功能界別自動當選，劉皇發則在第一、二、四、五屆循鄉議局功能界別自動當選，石禮謙在第三屆至第六屆均循地產及建造界功能界別自動當選，梁君彥在第三屆至第六屆均循工業界（第一）功能界別自動當選，黃定光在第三屆至第六屆均循進出口界功能界別自動當選。
第一屆至第六屆立法會之中，商界（第二）、鄉議局及進出口界別未曾經歷投票，臨時立法會及第七屆立法會均沒有自動當選情況。

### 轉換界別
歷史上有54名議員曾成功轉換不同功能界別／地方選區的議員(包括由臨時立法會所產生的轉換，臨時立法會全屬於選舉委員會界別)，其中1人（劉皇發）曾三次成功轉換選區或界別。按首次當選之後轉換界別時間次序表列如下（如轉換界別屬重返議會，轉換界別時間次序則優先）：
| 議員     | 轉換前當選界別／選區                                          | 首次轉換界別／選區                                         | 第二次轉換界別／選區         | 第三次轉換界別／選區         |
| -------- | ------------------------------------------------------------- | ---------------------------------------------------------- | ---------------------------- | ---------------------------- |
| 何承天   | 臨時立法會推選委員會界別                                      | 第一屆建築、測量及都市規劃界功能界別                       |                              |                              |
| 李啟明   | 臨時立法會推選委員會界別                                      | 第一屆勞工界功能界別                                       |                              |                              |
| 夏佳理   | 臨時立法會推選委員會界別                                      | 第一屆地產及建造界功能界別                                 |                              |                              |
| 梁智鴻   | 臨時立法會推選委員會界別                                      | 第一屆醫學界功能界別                                       |                              |                              |
| 陳榮燦   | 臨時立法會推選委員會界別                                      | 第一屆勞工界功能界別                                       |                              |                              |
| 程介南   | 臨時立法會推選委員會界別                                      | 第一屆香港島地方選區                                       |                              |                              |
| 鄧兆棠   | 臨時立法會推選委員會界別                                      | 第一屆區域市政局功能界別                                   | 第二屆新界西地方選區         |                              |
| 詹培忠   | 臨時立法會推選委員會界別                                      | 第一屆、第三屆及第四屆金融服務界功能界別                   |                              |                              |
| 李家祥   | 臨時立法會推選委員會界別                                      | 第一屆及第二屆會計界功能界別                               |                              |                              |
| 黃宏發   | 臨時立法會推選委員會界別                                      | 第一屆及第二屆新界東地方選區                               |                              |                              |
| 周梁淑怡 | 臨時立法會推選委員會界別                                      | 第一屆及第二屆批發及零售界功能界別                         | 第三屆新界西地方選區         |                              |
| 田北俊   | 臨時立法會推選委員會界別                                      | 第一屆及第二屆商界（第一）功能界別                         | 第三屆及第五屆新界東地方選區 |                              |
| 劉皇發   | 臨時立法會推選委員會界別                                      | 第一屆及第二屆鄉議局功能界別                               | 第三屆區議會功能界別         | 第四屆及第五屆鄉議局功能界別 |
| 楊孝華   | 臨時立法會推選委員會界別                                      | 第一屆至第三屆旅遊界功能界別                               |                              |                              |
| 陳婉嫻   | 臨時立法會推選委員會界別                                      | 第一屆至第三屆九龍東地方選區                               | 第五屆區議會（第二）功能界別 |                              |
| 曾鈺成   | 臨時立法會推選委員會界別                                      | 第一屆至第三屆九龍西地方選區                               | 第四屆及第五屆香港島地方選區 |                              |
| 何鍾泰   | 臨時立法會推選委員會界別                                      | 第一屆至第四屆工程界功能界別                               |                              |                              |
| 李國寶   | 臨時立法會推選委員會界別                                      | 第一屆至第四屆金融界功能界別                               |                              |                              |
| 梁劉柔芬 | 臨時立法會推選委員會界別                                      | 第一屆至第四屆紡織及製衣界功能界別                         |                              |                              |
| 黃宜弘   | 臨時立法會推選委員會界別                                      | 第一屆至第四屆商界（第二）功能界別                         |                              |                              |
| 劉江華   | 臨時立法會推選委員會界別                                      | 第一屆至第四屆新界東地方選區                               |                              |                              |
| 劉健儀   | 臨時立法會推選委員會界別                                      | 第一屆至第四屆航運交通界功能界別                           |                              |                              |
| 霍震霆   | 臨時立法會推選委員會界別                                      | 第一屆至第四屆體育、演藝、文化及出版通界功能界別           |                              |                              |
| 胡經昌   | 臨時立法會推選委員會界別                                      | 第二屆金融服務界功能界別                                   |                              |                              |
| 葉國謙   | 臨時立法會推選委員會界別                                      | 第二屆及第四屆區議會功能界別、第五屆區議會（第一）功能界別 |                              |                              |
| 蔡素玉   | 臨時立法會推選委員會界別 第一屆選舉委員會界別                 | 第二屆至第三屆香港島地方選區                               |                              |                              |
| 馮檢基   | 臨時立法會推選委員會界別                                      | 第二屆至第四屆九龍西地方選區                               | 第五屆區議會（第二）功能界別 |                              |
| 陳鑑林   | 臨時立法會推選委員會界別 第一屆選舉委員會界別                 | 第二屆至第五屆九龍東地方選區                               |                              |                              |
| 范徐麗泰 | 臨時立法會推選委員會界別 第一屆至第二屆選舉委員會界別         | 第三屆香港島地方選區                                       |                              |                              |
| 吳亮星   | 臨時立法會推選委員會界別 第一屆至第二屆選舉委員會界別         | 第五屆金融界功能界別                                       |                              |                              |
| 馬逢國   | 臨時立法會推選委員會界別 第一屆至第二屆選舉委員會界別（補選） | 第五屆及第六屆體育、演藝、文化及出版界功能界別             | 第七屆選舉委員會界別         |                              |
| 黃英豪   | 臨時立法會推選委員會界別                                      | 第七屆進出口界功能界別                                     |                              |                              |
| 何秀蘭   | 第一屆新界東地方選區                                          | 第二屆、第四屆及第五屆香港島地方選區                       |                              |                              |
| 單仲偕   | 第一屆至第三屆資訊科技界功能界別                              | 第五屆港島區地方選區                                       |                              |                              |
| 何俊仁   | 第一屆至第四屆新界西地方選區                                  | 第五屆區議會（第二）功能界別                               |                              |                              |
| 涂謹申   | 第一屆至第四屆九龍西地方選區                                  | 第五屆及第六屆區議會（第二）功能界別                       |                              |                              |
| 梁耀忠   | 第一屆至第五屆新界西地方選區                                  | 第六屆區議會（第二）功能界別                               |                              |                              |
| 王國興   | 第三屆勞工界功能界別                                          | 第四屆新界西地方選區                                       | 第五屆香港島地方選區         |                              |
| 郭家麒   | 第三屆醫學界功能界別                                          | 第五屆及第六屆新界西地方選區                               |                              |                              |
| 張超雄   | 第三屆社會福利界功能界別                                      | 第五屆及第六屆新界東地方選區                               |                              |                              |
| 李慧琼   | 第四屆九龍西地方選區                                          | 第五屆及第六屆區議會（第二）功能界別                       | 第七屆九龍中地方選區         |                              |
| 謝偉俊   | 第四屆旅遊界功能界別                                          | 第五屆及第六屆九龍東地方選區                               | 第七屆選舉委員會界別         |                              |
| 梁美芬   | 第四至六屆九龍西地方選區                                      | 第七屆選舉委員會界別                                       |                              |                              |
| 郭偉强   | 第五屆勞工界功能界別                                          | 第六屆香港島地方選區                                       | 第七屆勞工界功能界別         |                              |
| 鄧家彪   | 第五屆勞工界功能界別                                          | 第七屆九龍東地方選區                                       |                              |                              |
| 葛珮帆   | 第五至六屆新界東地方選區                                      | 第七屆選舉委員會界別                                       |                              |                              |
| 麥美娟   | 第五至六屆新界西地方選區                                      | 第七屆選舉委員會界別                                       |                              |                              |
| 何君堯   | 第六屆新界西地方選區                                          | 第七屆選舉委員會界別                                       |                              |                              |
| 周浩鼎   | 第六屆區議會（第二）功能界別                                  | 第七屆新界西北地方選區                                     |                              |                              |
| 容海恩   | 第六屆新界東地方選區                                          | 第七屆選舉委員會界別                                       |                              |                              |
| 張國鈞   | 第六屆香港島地方選區                                          | 第七屆選舉委員會界別                                       |                              |                              |
| 劉國勳   | 第六屆區議會（第一）功能界別                                  | 第七屆新界北地方選區                                       |                              |                              |
| 陸頌雄   | 第六屆勞工界功能界別                                          | 第七屆選舉委員會界別                                       |                              |                              |
| 陳凱欣   | 第六屆九龍西地方選區（補選），當選無效                        | 第七屆選舉委員會界別                                       |                              |                              |

### 離任原因
歷史上有165名前任立法會議員（包括臨時立法會議員），他們最後的離任原因包括：
- 任期屆滿後沒有角逐連任：66人
- 任期屆滿後已報名角逐連任，但最終退選：1人（詹培忠）
- 任期屆滿後角逐連任失敗：55人；當中：
  - 於同一選區/界別角逐連任失敗：34人
  - 地方選區議員轉往另一地方選區角逐連任失敗：1人（余若薇）
  - 地方選區議員轉往功能界別角逐連任失敗：2人（劉江華、王國興）
  - 功能界別議員轉往地方選區角逐連任失敗：7人（丁午壽、何俊仁、張文光、劉健儀、馮檢基、葉偉明、潘佩璆）
  - 功能界別議員轉往另一功能界別角逐連任失敗：1人（林偉強）
  - 選舉委員會/推選委員會界別議員轉往地方選區角逐連任失敗：3人（李鵬飛、張漢忠、廖成利）
  - 選舉委員會/推選委員會界別議員轉往功能界別角逐連任失敗：6人（王紹爾、倪少傑、袁武、莫應帆、陳財喜、顏錦全）
- 任期內自行辭退：29人
- 任期屆滿後角逐連任成功，但放棄議席：1人（程介南）
- 任期內逝世：1人（馬力）
- 宣誓無效被取消資格：6人（梁頌恆、游蕙禎、梁國雄、劉小麗、羅冠聰、姚松炎）
- 按照《全國人民代表大會常務委員會關於香港特別行政區立法會議員資格問題的決定》而被特區政府取消資格：5人（楊岳橋、郭榮鏗、郭家麒、梁繼昌、鄭松泰）
- 當選無效：2人（區諾軒、范國威）

### 非正常離職及補選
歷史上共有47名議員於正常任期結束前離職（包括臨時立法會議員，其中2人（梁國雄、陳淑莊）曾兩次於正常任期結束前離職），另有1名當選人放棄議席，17名議員曾以補選方式當選（當中一名為自動當選），按失去議席的時間次序表列如下：
| 屆   | 涉及組別                               | 離職日期                                      | 離職者                       | 離職性質及理由 | 補選當選者                                 |
| ---- | -------------------------------------- | --------------------------------------------- | ---------------------------- | --- | ------------------------------------------ |
| 臨時 | 推選委員會                             | 1997年6月27日                                 | 譚惠珠                       | 自行辭職。因當選香港特別行政區全國人民代表大會代表，自行辭去議員職務。 | 蔡素玉                                     |
| 1    | 功能界別－區域市政局                   | 1998年9月4日                                  | 鄧兆棠                       | 當選無效。因部份選票出現問題，法庭裁定當選無效。 | 鄧兆棠（補選詳情）                         |
| 1    | 功能界別－金融服務界                   | 1998年9月9日                                  | 詹培忠                       | 褫奪議席。因串謀偽造商業文件入獄，立法會根據《基本法》解除其議員職務。 | 馮志堅（自動當選詳情）                     |
| 1    | 功能界別－市政局                       | 1999年12月31日                                | 張永森                       | 自行辭職。因市政局被解散，自行辭去議員職務以示抗議。 | 沒有補選                                   |
| 2    | 地方選區－香港島                       | 沒有就任 （於2000年9月19日放棄議席）          | 程介南                       | 放棄議席。因「以權謀私」醜聞，當選後放棄議席，故從未就任第二屆立法會議員。 | 余若薇（補選詳情）                         |
| 2    | 選舉委員會                             | 2001年7月14日                                 | 吳清輝                       | 自行辭職。辭去議員職務後，出任浸會大學校長。 | 馬逢國（補選詳情）                         |
| 3    | 地方選區－香港島                       | 2007年8月8日                                  | 馬力                         | 任內逝世。因結腸癌復發，於2007年8月8日病逝。 | 陳方安生（補選詳情）                       |
| 4    | 地方選區－新界西                       | 2010年1月28日                                 | 陳偉業                       | 自行辭職。因參與五區總辭而自行辭職。 | 陳偉業（補選詳情）                         |
| 4    | 地方選區－九龍東                       | 2010年1月28日                                 | 梁家傑                       | 自行辭職。因參與五區總辭而自行辭職。 | 梁家傑（補選詳情）                         |
| 4    | 地方選區－新界東                       | 2010年1月28日                                 | 梁國雄                       | 自行辭職。因參與五區總辭而自行辭職。 | 梁國雄（補選詳情）                         |
| 4    | 地方選區－香港島                       | 2010年1月28日                                 | 陳淑莊                       | 自行辭職。因參與五區總辭而自行辭職。 | 陳淑莊（補選詳情）                         |
| 4    | 地方選區－九龍西                       | 2010年1月28日                                 | 黃毓民                       | 自行辭職。因參與五區總辭而自行辭職。 | 黃毓民（補選詳情）                         |
| 4    | 功能界別－會計界                       | 2012年7月28日                                 | 陳茂波                       | 自行辭職。因出任第四屆政府的發展局局長而自行辭職。 | 沒有補選                                   |
| 5    | 地方選區－新界東                       | 2015年9月30日                                 | 湯家驊                       | 自行辭職。2017年行政長官選舉辦法表決後退出公民黨並自行辭去議員職務。 | 楊岳橋（補選詳情）                         |
| 6    | 地方選區－新界東                       | 2016年10月12日 （於2016年11月15日被褫奪議席） | 梁頌恆                       | 褫奪議席。因法庭裁定宣誓時違反《基本法》104條以致宣誓無效而取消資格。 | 范國威（補選詳情）                         |
| 6    | 地方選區－新界東                       | 2016年10月12日 （於2017年7月14日被褫奪議席）  | 梁國雄                       | 褫奪議席。因法庭裁定宣誓時違反《基本法》104條以致宣誓無效而取消資格。 | 沒有補選                                   |
| 6    | 地方選區－新界東                       | 2019年12月17日                                | 范國威                       | 當選無效。因補選程序問題而被法庭裁定當選無效。 | 沒有補選                                   |
| 6    | 地方選區－新界東                       | 2020年9月30日                                 | 陳志全                       | 自行辭職。因認為其任期屆滿及不接受延任一年安排而辭任議員職務。 | 沒有補選                                   |
| 6    | 地方選區－新界東                       | 2020年7月30日 （於2020年11月11日被褫奪議席）  | 楊岳橋                       | 褫奪議席。因依法認定宣揚或者支持「港獨」主張、拒絕承認國家對香港擁有並行使主權、尋求外國或者境外勢力干預香港特別行政區事務，或者具有其他危害國家安全等行為，不符合擁護中華人民共和國香港特別行政區基本法、效忠中華人民共和國香港特別行政區的法定要求和條件，而被政府宣佈喪失立法會議員的資格。 | 沒有補選                                   |
| 6    | 地方選區－新界東                       | 2020年11月30日                                | 林卓廷、張超雄               | 自行辭職。因不滿人大常委會對立法會議員規定而辭任議員職務。 | 沒有補選                                   |
| 6    | 地方選區－九龍西                       | 2016年10月12日 （於2016年11月15日被褫奪議席） | 游蕙禎                       | 褫奪議席。因法庭裁定宣誓時違反《基本法》104條以致宣誓無效而取消資格。 | 鄭泳舜（補選詳情）                         |
| 6    | 地方選區－九龍西                       | 2016年10月12日 （於2017年7月14日被褫奪議席）  | 劉小麗                       | 褫奪議席。因法庭裁定宣誓時違反《基本法》104條以致宣誓無效而取消資格。 | 陳凱欣（補選詳情）                         |
| 6    | 地方選區－九龍西                       | 2020年9月18日                                 | 陳凱欣                       | 當選無效。因補選程序問題而被法庭裁定當選無效。 | 沒有補選                                   |
| 6    | 地方選區－九龍西                       | 2020年11月12日                                | 毛孟靜                       | 自行辭職。因不滿人大常委會對立法會議員規定而辭任議員職務。 | 沒有補選                                   |
| 6    | 地方選區－九龍西                       | 2020年11月30日                                | 黃碧雲                       | 自行辭職。因不滿人大常委會對立法會議員規定而辭任議員職務。 | 沒有補選                                   |
| 6    | 地方選區－香港島                       | 2016年10月12日 （於2017年7月14日被褫奪議席）  | 羅冠聰                       | 褫奪議席。因法庭裁定宣誓時違反《基本法》104條以致宣誓無效而取消資格。 | 區諾軒（補選詳情）                         |
| 6    | 地方選區－香港島                       | 2019年12月17日                                | 區諾軒                       | 當選無效。因補選程序問題而被法庭裁定當選無效。 | 沒有補選                                   |
| 6    | 地方選區－香港島                       | 2020年9月30日                                 | 陳淑莊                       | 自行辭職。因個人原因及不接受延任一年安排而辭任議員職務。 | 沒有補選                                   |
| 6    | 地方選區－香港島                       | 2020年11月12日                                | 許智峯                       | 自行辭職。因不滿人大常委會對立法會議員規定而辭任議員職務。 | 沒有補選                                   |
| 6    | 功能界別－建築、測量、都市規劃及園境界 | 2016年10月12日 （於2017年7月14日被褫奪議席）  | 姚松炎                       | 褫奪議席。因法庭裁定宣誓時違反《基本法》104條以致宣誓無效而取消資格。 | 謝偉銓（補選詳情）                         |
| 6    | 功能界別－勞工界                       | 2020年5月31日                                 | 何啟明                       | 自行辭職。因出任勞工及福利局副局長而自行辭職。 | 沒有補選                                   |
| 6    | 地方選區－新界西                       | 2020年9月30日                                 | 朱凱迪                       | 自行辭職。因認為其任期屆滿及不接受延任一年安排而辭任議員職務。 | 沒有補選                                   |
| 6    | 地方選區－新界西                       | 2020年7月30日 （於2020年11月11日被褫奪議席）  | 郭家麒                       | 褫奪議席。因依法認定宣揚或者支持「港獨」主張、拒絕承認國家對香港擁有並行使主權、尋求外國或者境外勢力干預香港特別行政區事務，或者具有其他危害國家安全等行為，不符合擁護中華人民共和國香港特別行政區基本法、效忠中華人民共和國香港特別行政區的法定要求和條件，而被政府宣佈喪失立法會議員的資格。 | 沒有補選                                   |
| 6    | 地方選區－新界西                       | 2020年11月30日                                | 尹兆堅                       | 自行辭職。因不滿人大常委會對立法會議員規定而辭任議員職務。 | 沒有補選                                   |
| 6    | 地方選區－新界西                       | 2021年8月26日                                 | 鄭松泰                       | 褫奪議席。因依法尋求國安委意見，國安委再給予審查意見書，認同不符合《基本法》和效忠特區，而被政府宣佈喪失立法會議員的資格。 | 沒有補選                                   |
| 6    | 功能界別－法律界                       | 2020年7月30日 （於2020年11月11日被褫奪議席）  | 郭榮鏗                       | 褫奪議席。因依法認定宣揚或者支持「港獨」主張、拒絕承認國家對香港擁有並行使主權、尋求外國或者境外勢力干預香港特別行政區事務，或者具有其他危害國家安全等行為，不符合擁護中華人民共和國香港特別行政區基本法、效忠中華人民共和國香港特別行政區的法定要求和條件，而被政府宣佈喪失立法會議員的資格。 | 沒有補選                                   |
| 6    | 功能界別－會計界                       | 2020年7月30日 （於2020年11月11日被褫奪議席）  | 梁繼昌                       | 褫奪議席。因依法認定宣揚或者支持「港獨」主張、拒絕承認國家對香港擁有並行使主權、尋求外國或者境外勢力干預香港特別行政區事務，或者具有其他危害國家安全等行為，不符合擁護中華人民共和國香港特別行政區基本法、效忠中華人民共和國香港特別行政區的法定要求和條件，而被政府宣佈喪失立法會議員的資格。 | 沒有補選                                   |
| 6    | 功能界別－教育界                       | 2020年11月30日                                | 葉建源                       | 自行辭職。因不滿人大常委會對立法會議員規定而辭任議員職務。 | 沒有補選                                   |
| 6    | 地方選區－九龍東                       | 2020年11月30日                                | 胡志偉、譚文豪               | 自行辭職。因不滿人大常委會對立法會議員規定而辭任議員職務。 | 沒有補選                                   |
| 6    | 功能界別－衛生服務界                   | 2020年11月30日                                | 李國麟                       | 自行辭職。因不滿人大常委會對立法會議員規定而辭任議員職務。 | 沒有補選                                   |
| 6    | 功能界別－社會福利界                   | 2020年11月30日                                | 邵家臻                       | 自行辭職。因不滿人大常委會對立法會議員規定而辭任議員職務。 | 沒有補選                                   |
| 6    | 功能界別－資訊科技界                   | 2020年11月30日                                | 莫乃光                       | 自行辭職。因不滿人大常委會對立法會議員規定而辭任議員職務。 | 沒有補選                                   |
| 6    | 功能界別－區議會（第二）               | 2020年11月30日                                | 涂謹申、鄺俊宇、梁耀忠       | 自行辭職。因不滿人大常委會對立法會議員規定而辭任議員職務。 | 沒有補選                                   |
| 7    | 選舉委員會                             | 2022年6月18日                                 | 張國鈞、麥美娟、孫東、林智遠 | 自行辭職。因分別出任第六屆政府的律政司副司長，民政及青年事務局局長，創新科技及工業局局長及審計署署長而自行辭職。 | 陳永光、黃錦輝、何敬康、尚海龍（補選詳情） |
| 7    | 選舉委員會                             | 2022年12月27日                                | 黃元山                       | 自行辭職。因出任第六屆政府的特首政策組組長而自行辭職。 | 沒有補選                                   |

除了馮志堅是自動當選以外，其餘補選當選者都是經過有競逐的選舉當選。

### 重返立法會
歷史上有25名議員由於不同原因而失去立法會議席後，在其後的選舉再次當選；其中三人（馬逢國、葉國謙及陳淑莊）曾先後兩次失去議席後再重返議會。按首次重返議會時間及失去議席時間排序表列如下：
| 議員   | 原有議席                             | 失去議席原因                                                                                                 | 重返議席                                           |
| ------ | ------------------------------------ | --- | -------------------------------------------------- |
| 鄧兆棠 | 第一屆區域市政局功能界別             | 在任期間，因部份選票出現問題，法庭裁定當選無效                                                               | 第一屆區域市政局功能界別（補選）                   |
| 胡經昌 | 臨時立法會推選委員會界別             | 任期屆滿後，於第一屆金融服務界功能界別角逐連任失敗                                                           | 第二屆金融服務界功能界別                           |
| 馮檢基 | 臨時立法會推選委員會界別             | 任期屆滿後，於第一屆九龍西地方選區角逐連任失敗                                                               | 第二屆九龍西地方選區                               |
| 葉國謙 | 臨時立法會推選委員會界別             | 任期屆滿後，於第一屆港島區地方選區角逐連任失敗（名單次位）                                                   | 第二屆區議會功能界別                               |
| 葉國謙 | 第二屆區議會功能界別                 | 任期屆滿後，因在2003年香港區議會選舉中西區觀龍選區敗於何秀蘭後，失去區議會功能界別參選資格，最終沒有角逐連任 | 第四屆區議會功能界別                               |
| 馬逢國 | 第一屆選舉委員會界別                 | 任期屆滿後，於第二屆選舉委員會界別角逐連任失敗                                                               | 第二屆選舉委員會界別（補選）                       |
| 馬逢國 | 第二屆選舉委員會界別（補選）         | 任期屆滿後，沒有角逐連任                                                                                     | 第五屆體育、演藝、文化及出版界功能界別             |
| 詹培忠 | 第一屆金融服務界功能界別             | 在任期間，因串謀偽造商業文件入獄，立法會根據《基本法》解除其議員職務                                         | 第三屆金融服務界功能界別                           |
| 李永達 | 第一屆新界西地方選區                 | 任期屆滿後，於第二屆新界西地方選區角逐連任失敗                                                               | 第三屆新界西地方選區                               |
| 何秀蘭 | 第二屆香港島地方選區                 | 任期屆滿後，於第三屆香港島地方選區角逐連任失敗（名單次位）                                                   | 第四屆香港島地方選區                               |
| 黃成智 | 第二屆新界東地方選區                 | 任期屆滿後，於第三屆新界東地方選區角逐連任失敗（名單第四位）                                                 | 第四屆新界東地方選區                               |
| 陳偉業 | 第四屆新界西地方選區                 | 在任期間，因參與五區總辭而自行辭職                                                                           | 第四屆新界西地方選區（補選）                       |
| 梁家傑 | 第四屆九龍東地方選區                 | 在任期間，因參與五區總辭而自行辭職                                                                           | 第四屆九龍東地方選區（補選）                       |
| 梁國雄 | 第四屆新界東地方選區                 | 在任期間，因參與五區總辭而自行辭職                                                                           | 第四屆新界東地方選區（補選）                       |
| 陳淑莊 | 第四屆香港島地方選區                 | 在任期間，因參與五區總辭而自行辭職                                                                           | 第四屆香港島地方選區（補選）                       |
| 陳淑莊 | 第四屆香港島地方選區（補選）         | 任期屆滿後，於第五屆香港島地方選區角逐連任失敗（名單次位）                                                   | 第六屆香港島地方選區                               |
| 黃毓民 | 第四屆九龍西地方選區                 | 在任期間，因參與五區總辭而自行辭職                                                                           | 第四屆九龍西地方選區（補選）                       |
| 吳亮星 | 第二屆選舉委員會界別                 | 任期屆滿後，沒有角逐連任                                                                                     | 第五屆金融界功能界別                               |
| 田北俊 | 第三屆新界東地方選區                 | 任期屆滿後，於第四屆新界東地方選區角逐連任失敗                                                               | 第五屆新界東地方選區                               |
| 陳婉嫻 | 第三屆九龍東地方選區                 | 任期屆滿後，於第四屆九龍東地方選區角逐連任失敗（名單次位）                                                   | 第五屆區議會（第二）功能界別                       |
| 單仲偕 | 第三屆資訊科技界功能界別             | 任期屆滿後，沒有角逐連任                                                                                     | 第五屆港島區地方選區                               |
| 郭家麒 | 第三屆醫學界功能界別                 | 任期屆滿後，於第四屆醫學界功能界別角逐連任失敗                                                               | 第五屆新界西地方選區                               |
| 張超雄 | 第三屆社會福利界功能界別             | 任期屆滿後，於第四屆新界西地方選區角逐連任失敗                                                               | 第五屆新界東地方選區                               |
| 范國威 | 第五屆新界東地方選區                 | 任期屆滿後，於第六屆新界東地方選區角逐連任失敗                                                               | 第六屆新界東地方選區（補選），當選無效             |
| 謝偉銓 | 第五屆建築、測量及都市規劃界功能界別 | 任期屆滿後，於第六屆建築、測量、都市規劃及園境界功能界別角逐連任失敗                                         | 第六屆建築、測量、都市規劃及園境界功能界別（補選） |
| 黃英豪 | 臨時立法會推選委員會界別             | 任期屆滿後，沒有角逐連任                                                                                     | 第七屆進出口界功能界別                             |
| 鄧家彪 | 第五屆勞工界功能界別                 | 任期屆滿後，於第六屆新界東地方選區角逐連任失敗                                                               | 第七屆九龍東地方選區                               |
| 陳凱欣 | 第六屆九龍西地方選區（補選）         | 在任期間，因補選程序問題而被法庭裁定當選無效                                                                 | 第七屆選舉委員會界別                               |

中斷時間最長者為黃英豪，兩次任期之間相距23.5年。（若加上立法局時期則為狄志遠，兩次任期之間相距26.5年。）
中斷時間最短者為鄧兆棠，兩次任期之間相距52天。

### 解除議員職務議案
根據《基本法》第七十九條，如有議員在香港以內或以外被判犯有刑事罪行並判處監禁一個月以上，或有行為不檢或違反誓言的情況，經立法會出席會議的議員三分之二通過，便會由主席宣告其喪失議員的資格。歷史上該類議案只有涉及詹培忠入獄的一次獲通過，而2018年涉及何君堯的一次則因「不得就譴責議案再採取任何行動」的動議獲通過而不被跟進。
| 屆 | 涉及議員 | 動議人   | 原因                                                 | 表決日期       | 表決票數@ | 表決票數@ | 表決票數@ | 表決票數@ | 表決票數@ | 結果     | 來源          |
| 屆 | 涉及議員 | 動議人   | 原因                                                 | 表決日期       | 出席      | 贊成      | 反對      | 棄權      | 缺席      | 結果     | 來源          |
| -- | -------- | -------- | ---------------------------------------------------- | -------------- | --------- | --------- | --------- | --------- | --------- | -------- | ------------- |
| 1  | 詹培忠   | 梁智鴻   | 因串謀偽造商業文件，被判入獄三年                     | 1998年9月9日   | 47        | 45        | 0         | 1         | 12        | 通過     | [ 64 ] [ 65 ] |
| 4  | 甘乃威   | 劉健儀   | 在與其女助理有關的事情上行為不檢                     | 2012年4月18日  | 48        | 0         | 27        | 20        | 12        | 否決     | [ 66 ] [ 67 ] |
| 4  | 梁國雄   | 謝偉俊   | 因刑事損壞等四項罪名，被判入獄兩個月                 | 2012年4月19日  | 46        | 19        | 25        | 1         | 14        | 否決     | [ 66 ] [ 68 ] |
| 6  | 何君堯   | 毛孟靜   | 在「反港獨」集會的言論上行為不檢及違反誓言           | 不被跟進       | 不被跟進  | 不被跟進  | 不被跟進  | 不被跟進  | 不被跟進  | 不被跟進 | [ 69 ] [ 70 ] |
| 6  | 鄭松泰   | 謝偉俊   | 在倒插國旗事件上行為不檢及違反誓言                   | 2018年5月17日  | 65        | 39        | 25        | 0         | 3         | 否決     | [ 71 ] [ 72 ] |
| 6  | 陳淑莊   | 黃定光   | 因煽惑他人犯公眾妨擾罪等兩項罪名，被判入獄八個月     | 2019年12月11日 | 54        | 29        | 24        | 0         | 15        | 否決     | [ 73 ] [ 74 ] |
| 6  | 邵家臻   | 黃國健   | 因煽惑他人犯公眾妨擾罪等兩項罪名，被判入獄八個月     | 2019年12月11日 | 57        | 31        | 25        | 0         | 12        | 否決     | [ 73 ] [ 75 ] |
| 6  | 周浩鼎   | 毛孟靜   | 與梁振英合謀干預專責委員會調查行為不檢及違反誓言     | 不被跟進       | 不被跟進  | 不被跟進  | 不被跟進  | 不被跟進  | 不被跟進  | 不被跟進 | [ 76 ]        |
| 6  | 許智峯   | 葉劉淑儀 | 在搶奪政府人員手提電話有關的事件上行為不檢           | 不被跟進       | 不被跟進  | 不被跟進  | 不被跟進  | 不被跟進  | 不被跟進  | 不被跟進 | [ 77 ]        |
| 6  | 何君堯   | 郭家麒   | 在元朗襲擊事件上行為不檢及違反誓言                   | 不被跟進       | 不被跟進  | 不被跟進  | 不被跟進  | 不被跟進  | 不被跟進  | 不被跟進 | [ 78 ]        |
| 6  | 何君堯   | 毛孟靜   | 在內務委員會會議上對女性議員作出的言論行為不檢       | 不被跟進       | 不被跟進  | 不被跟進  | 不被跟進  | 不被跟進  | 不被跟進  | 不被跟進 | [ 79 ]        |
| 6  | 鄭松泰   | 容海恩   | 在七一衝擊立法會事件上行為不檢                       | 不被跟進       | 不被跟進  | 不被跟進  | 不被跟進  | 不被跟進  | 不被跟進  | 不被跟進 | [ 80 ]        |
| 6  | 林卓廷   | 何君堯   | 在包圍中聯辦大樓和在元朗襲擊事件上行為不檢及違反誓言 | 不被跟進       | 不被跟進  | 不被跟進  | 不被跟進  | 不被跟進  | 不被跟進  | 不被跟進 | [ 81 ]        |

^  注解@：主席按慣例不參與表決，但仍計算為出席議員之一